# Saales
Cet article concerne la localité. Pour le col, voir col de Saales.
Saales, également dénommée Saâles, est une commune française, située dans l'arrondissement de Molsheim dans la circonscription administrative du Bas-Rhin et, depuis le 1er janvier 2021, dans le territoire de la Collectivité européenne d'Alsace, en région Grand Est.
Cette commune se trouve dans la région historique et culturelle d'Alsace (malgré une appartenance historique à la Lorraine).
Ses habitants sont appelés les Saâlois.

## Géographie
Saâles est au centre d'un plateau de deux kilomètres de long à une altitude moyenne de 560 mètres, sur le ruisseau de Fraize. Le centre du village est situé à une altitude de 556 mètres, à la base du Sapinsus, encore orthographié en français Sapin-Dessus. Le modeste territoire communal de 988 ha est en amont de la vallée de la Bruche, entre 516 et 836 mètres d'altitude. Le point haut est sur le Rocher des Enfants, à droite du Solamont et le point bas près de la voie du Hang au début de la vallée de la Bruche.

### Situation
| Grandrupt (Vosges)       | Saint-Stail (Vosges)      |                 |
|                          | Saales                    | Bourg-Bruche    |
| La Grande-Fosse (Vosges) | Colroy-la-Grande (Vosges) | Lubine (Vosges) |

### Lieux-dits
- Col de Saales, la Fraisegoutte, la Voistine.

### Cours d'eau
- la Bruche
- la Fraisegoutte
- l'Herbagoutte
- la Moussière

### Habitat
L'habitat saâlois, affichant encore une densité supérieure à 86 habitants par kilomètre carré, est remarquablement regroupé à proximité de la bourgade autrefois marchande. L'installation humaine déterminée par les pentes vigoureuses et le plateau retenant autrefois les eaux reste néanmoins fort singulière pour une ancienne commune vosgienne, en tout cas connue pour être un des cœurs d'échanges vosgiens depuis des millénaires.
Sur le rebord des collines, Fraisegoutte et Frémont, Sainte-Barbe près de sa chapelle se distinguent assez peu du centre. Le Chêne s'étale isolé sur le plateau. L'écart de la Voistine, près de la voie ferrée en aval de Saâles, occupe un point bas du plateau à 530 mètres d'altitude, entre deux ruisseaux qui se rejoignent, l'Herbagoutte et le ruisseau aménagé de Fraise. Restent les constructions récentes près du centre médical, et surtout les vieilles fermes isolées, l'Horloge, et en haut le Creusny dans le même vallon sous le Solamont. À l'extrémité orientale du terroir, la ferme de l'Abatteux, au nord du mont Labatteux, fait déjà partie d'un autre monde mollement évasé et environné de forêts, la clairière du Hang ouverte vers le Climont.
Le ban communal de Saales apparaît tassé dans un coin sud-ouest du Bas-Rhin. S'il jouxte une seule commune alsacienne à l'est, Bourg-Bruche, il épouse une forme de bandeau, accolé au département des Vosges, en particulier du nord au sud par les communes de Saint-Stail, Grandrupt, La Grande-Fosse, Colroy-la-Grande et Lubine.

### Haut plateau sur une voie de passage
La trouée de Saâles qui ouvre le plateau est formée d'une échancrure au nord - nord-est, étroit couloir en aval de Bourg-Bruche emprunté par la Bruche pour couler vers Schirmeck et une ouverture au sud - sud-ouest vers le val de Fave et Saint-Dié. Elle n'a été mise en valeur par la route française de fond de vallée que fort tardivement à la fin du XVIIIe siècle et surtout terminée bien après la Restauration. L'ancienne frontière franco-allemande était marquée au col de Saales.
Le paysage autrefois dégagé était remarquable. Au levant du plateau de Saâles, apparaît le Climont, butte témoin gréseuse en forme de tombeau qui culmine à plus de 974 mètre d'altitude. Au midi, le cône gréseux du Voyemont pointe à 793 mètre d'altitude sur la Roche des Fées, qui indique une vieille ligne de démarcation des eaux entre bassin de la Meurthe affluent de la Moselle et de la Bruche, affluent de l'Ill.
Une barrière de monts entrave l'observation de l'ouest au nord : d'abord, le Haran dévoile une forme granitique arrondie, masquée par les importantes coulées de roches volcaniques permiennes, autrefois concassée pour l'empierrement, à sa gauche. Ensuite, la Vigne-fière granitique, le Sapinsus qui apparaît comme une sorte d'éperon gréseux rejeté à l'est vers la Vigne Fière et au-delà la montagne de Lune granitique, le Hurin et le Solamont qui s'étalent leurs plans de grès vosgiens vers 853 mètres d'altitude au nord de village.
Il ne faut pas oublier que la montagne de Lune couverte de grands sapins et de hêtres depuis les années 1890 a été, depuis des temps immémoriaux, une vaste chaume. Le toponyme préservé de montagne est déjà un indice révélateur. Le vaste plateau herbeux commençait sur la chaume de Belfays se prolongeant vers Haran et s'alignait vers le nord, du col du Hang à la chaume de la Chatte Pendue et au-delà montant vers le Donon.
La majeure part de cette grande montagne appartenait au pays de Salm : bêtes à cornes et cochons passaient l'estive sur ces grandes chaumes qui se sont désagrégées sous le strict régime de propriété instauré à la fin de l'ancien régime et aux époques révolutionnaires. Sur ces chaumes, comme aujourd'hui du sommet de Lune, une vue magnifique s'offre à l'ouest sur la plaine lorraine sillonnée par la Meurthe de Baccarat et de Lunéville et à l'est vers la Forêt-Noire. Le Climont, sous forme de tombe rocheuse isolée, a toujours inspiré les derniers hardiers, forestiers et marcaires comme les premiers voyageurs antiques entre Belgica et Germania.
La ligne de partage des eaux entre Bruche et la Fave du val de Saint Dié part ainsi du Haran, au Voyemont pour gagner le Hang et le Climont, qui surplombe Lubine.

### Géologie et relief
Le plateau de Saâles est né avec la fosse d'effondrement homonyme au début du Tertiaire ou Cénozoïque, lorsque les plaques ont amorcé d'intenses dislocations. Le commencement du graben alsacien crée par contre-coup symétrique la remontée des couches sédimentaires qui constituent les premiers massifs des Vosges et de la Forêt-Noire. Soumises à érosion, ces dernières couches rocheuses disparaîtront en partie pour laisser apparaître les vieilles roches granitiques, métamorphiques ou volcaniques, dites hercyniennes, des anciennes montagnes du Carbonifère, pleinement arasées au Permien. Le plateau de Saâles livre en partie sur ces abords une coupe géologique arrêtée au Trias. Ainsi les buttes-témoins gréseuses du Climont et du Voyémont s'alignent jusqu'au Climont sur une surface qui représente l'ancienne pénéplaine permienne. Le Haran et la montagne de Lune dévoilent le socle granitique sous le nivellement sédimentaire permien.
Sur le terrain, les roches gréseuses apparaissent avec leurs particularités et leurs variétés, sources de richesses pas seulement par la contemplation ou l'étude géologique. Au sommet du Labateux, une variété de roche calcaire donnait une pierre à chaux excellente. Plus facile d'accès, mais peu rentable économiquement, une crête calcaro-sableuse à l'est des dernières maisons anciennes du village a fourni des pierres de second choix au chaufournier.
Les grès fortement micro-poreux du Voyemont ont permis la constitution de bonnes sources à son piémont. À cause du pendage des terrains permiens, les sources naissent au pied méridional du mont escarpé et libèrent leurs eaux limpides vers Colroy-la-Grande.
L'intense activité tectonique du graben alsacien a, en plus de son action disloquante par réactivation des failles anciennes et par génération d'un grand nombre de nouvelles failles entraînant la formation de fossés d'effondrement sur la longue durée, intensément fissuré les roches dures et compactes du socle ancien. Les granites et les roches volcaniques de la montagne de Lune n'échappent pas à la règle commune dans le massif vosgien. Une longue galerie sous la montagne de Lure permettait d'alimenter autrefois la moitié des fontaines du Saâles d'avant 1890.
Les modelés glaciaires et péri-glaciaires ont marqué sans qu'on s'en doute le relief. Les formations glaciaires couvrent - il y a plus de huit mille ans selon des modèles récents - l'ensemble des hauteurs au-dessus de 600 mètres d'altitude, ligne d'équilibre nivale où les neiges accumulées en hiver ne fondent quasiment plus en été. Les moraines du Haran, bloquant des menus débris des mêmes roches granitiques et de roches volcaniques, en particulier du trapp, se sont ainsi déposées sur le versant ouest de Saverny. Des carrières de terre glaise ont permis d'extraire les matériaux les plus meubles, composés d'argiles et de sables fins.
Au cours des phases de fonte, les zones basses ont été ennoyées et souvent déblayées lors des vidanges. L'observation des terrains sédimentaires récents et anciens a induit les anciens géologues des années 1870 à concevoir un immense lac remplissant le val de Saint-Dié pour expliquer les dépôts. Cette croyance en un plan d'eau stabilisé n'a pu être prouvée.
Après la fonte des glaces et l'instauration de climat frais et humide, l'expansion d'immenses tourbières a contribué à réguler l'écoulement de l'eau dans, les vallons et dans les fonds du plateau.

### Richesses minières de la faille de Saâles
Le fossé de Saales est une zone d’effondrement de 6,5 à 7 km de longueur non uniforme. Les terrains sédimentaires du Permien, puis du Trias qui remplissent ce fossé ont basculé, formant une pente de l’est approximativement à 700 mètres vers l’ouest à 530 mètres d’altitude. Les deux failles qui bordent la zone d'effondrement prennent une même direction proche du nord - nord-est / sud - sud-ouest. Ce sont au nord-ouest la faille de Saales-Champenay et au sud-est la faille du Climont. Ces deux failles bordières encadrent des failles secondaires, fortement torsadées, et apparaissent en conséquence sous forme de rejets verticaux de 200 à 300 mètres.
Le géologue A. Daubrée, professeur de minéralogie à Strasbourg, a étudié en 1850 la minéralisation en fer de la faille de Saâles-Champenay. Fracture majeure, elle sépare les grès triasiques du socle primaire. La faille de Saâles est minéralisée en limonite, un hydroxyde de fer, et selon la tradition minière montagnarde, en oxydes de fer du type hématite que de nombreuses exploitations ont épuisé au fil des époques. L’histoire minière a ses sources dans l'Antiquité au Ier siècle avec les vastes exploitations de Sapin Dessus (sillons de géants au lieu-dit « Champ de la Mine »), aux XVIe – XVIIe siècles (exploitations entreprises par le comte Georges-Jean de Veldenz), puis au XVIIIe-XIXe s. par les maîtres de forge de Rothau. Des documents datant de 1811, contemporains de la fermeture des mines de Saâles en 1809, emmêlent des informations sur les mines de Saâles et de Rothau. Ils ont contribué à la méconnaissance de l'histoire minière indissociable de l'histoire des transports. Les minerais et le charbon de bois alimentent d'après la tradition montagnarde les forges et fonderies de la petite agglomération sous le château Neuburg, sur la commune actuelle de Bourg-Bruche. Ces installations sont attestées bien avant 1250 et ont connu les mutations techniques des bas- fourneaux en hauts fourneaux du XIVe siècle.
Deux galeries taillées dans les grès au pic, pointerolle et fleuret, se trouvent dans l’enceinte du centre médical de Saâles au lieu-dit Devant Lune. Elles se dirigent vers le nord - nord-ouest en travers-bancs, mais sont obstruées par le déversement de puits verticaux à 50 mètres et 132 mètres (captage d'eau) de l’entrée, les derniers importants éboulements datent de 1982. L'archéologie minière attribue les deux travers-bancs à la fin du XVIIIe ou au début du XIXe siècle (abandon des travaux en 1811) au profit du gisement de Fraise-Goutte. Ce dernier site fait l'objet de travaux de 1812 à 1817 (deux haldes visibles).

### Hydrographie
La commune est dans le bassin versant du Rhin au sein du bassin Rhin-Meuse. Elle est drainée par la Bruche, le ruisseau de Chalmeuche, le ruisseau la Moussiere et le ruisseau l'Herbagoutte,.
La Bruche, d'une longueur de 77 km, prend sa source dans la commune de Urbeis et se jette  dans l'Ill à Strasbourg, après avoir traversé 37 communes.

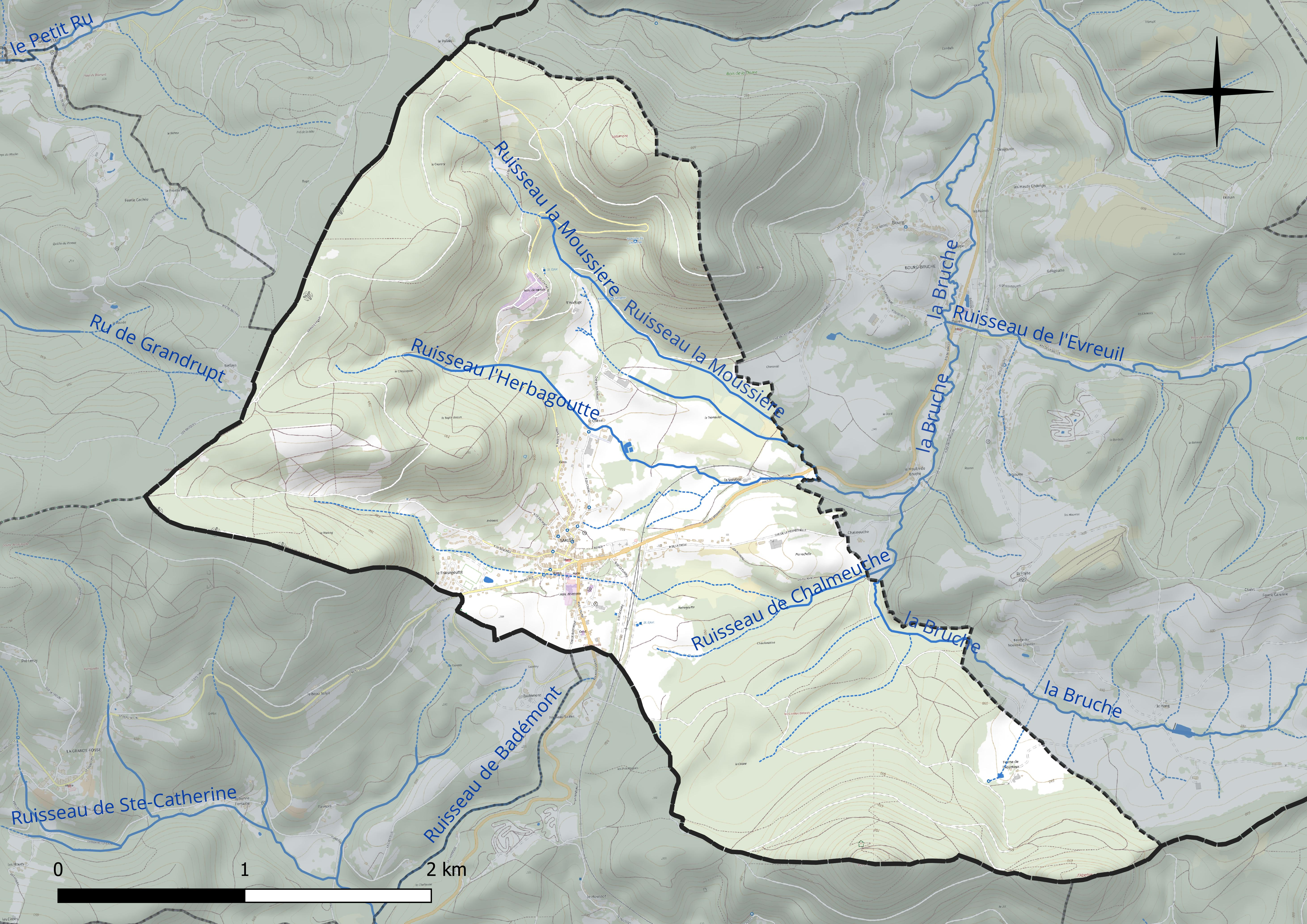
Réseau hydrographique de Saales.

### Climat
Pour des articles plus généraux, voir Climat du Grand Est et Climat du Bas-Rhin.
En 2010, le climat de la commune est de type climat de montagne, selon une étude du Centre national de la recherche scientifique s'appuyant sur une série de données couvrant la période 1971-2000. En 2020, Météo-France publie une typologie des climats de la France métropolitaine dans laquelle la commune est exposée à un climat semi-continental et est dans la région climatique Vosges, caractérisée par une pluviométrie très élevée (1 500 à 2 000 mm/an) en toutes saisons et un hiver rude (moins de 1 °C).
Pour la période 1971-2000, la température annuelle moyenne est de 8,5 °C, avec une amplitude thermique annuelle de 16,7 °C. Le cumul annuel moyen de précipitations est de 1 208 mm, avec 12,4 jours de précipitations en janvier et 10,9 jours en juillet. Pour la période 1991-2020, la température moyenne annuelle observée sur la station météorologique de Météo-France la plus proche, « Ban-de-sapt », sur la commune de Ban-de-Sapt à 7 km à vol d'oiseau, est de 10,3 °C et le cumul annuel moyen de précipitations est de 1 027,3 mm. 
La température maximale relevée sur cette station est de 36,9 °C, atteinte le 7 août 2015 ; la température minimale est de −17 °C, atteinte le 19 décembre 2009,,.
Les paramètres climatiques de la commune ont été estimés pour le milieu du siècle (2041-2070) selon différents scénarios d'émission de gaz à effet de serre à partir des nouvelles projections climatiques de référence DRIAS-2020. Ils sont consultables sur un site dédié publié par Météo-France en novembre 2022.

## Urbanisme

### Typologie
Au 1er janvier 2024, Saales est catégorisée bourg rural, selon la nouvelle grille communale de densité à sept niveaux définie par l'Insee en 2022.
Elle est située hors unité urbaine et hors attraction des villes,.

### Occupation des sols
L'occupation des sols de la commune, telle qu'elle ressort de la base de données européenne d’occupation biophysique des sols Corine Land Cover (CLC), est marquée par l'importance des forêts et milieux semi-naturels (74,9 % en 2018), en diminution par rapport à 1990 (77,5 %). La répartition détaillée en 2018 est la suivante : forêts (74,9 %), prairies (18,8 %), zones urbanisées (6,2 %). L'évolution de l’occupation des sols de la commune et de ses infrastructures peut être observée sur les différentes représentations cartographiques du territoire : la carte de Cassini (XVIIIe siècle), la carte d'état-major (1820-1866) et les cartes ou photos aériennes de l'IGN pour la période actuelle (1950 à aujourd'hui).

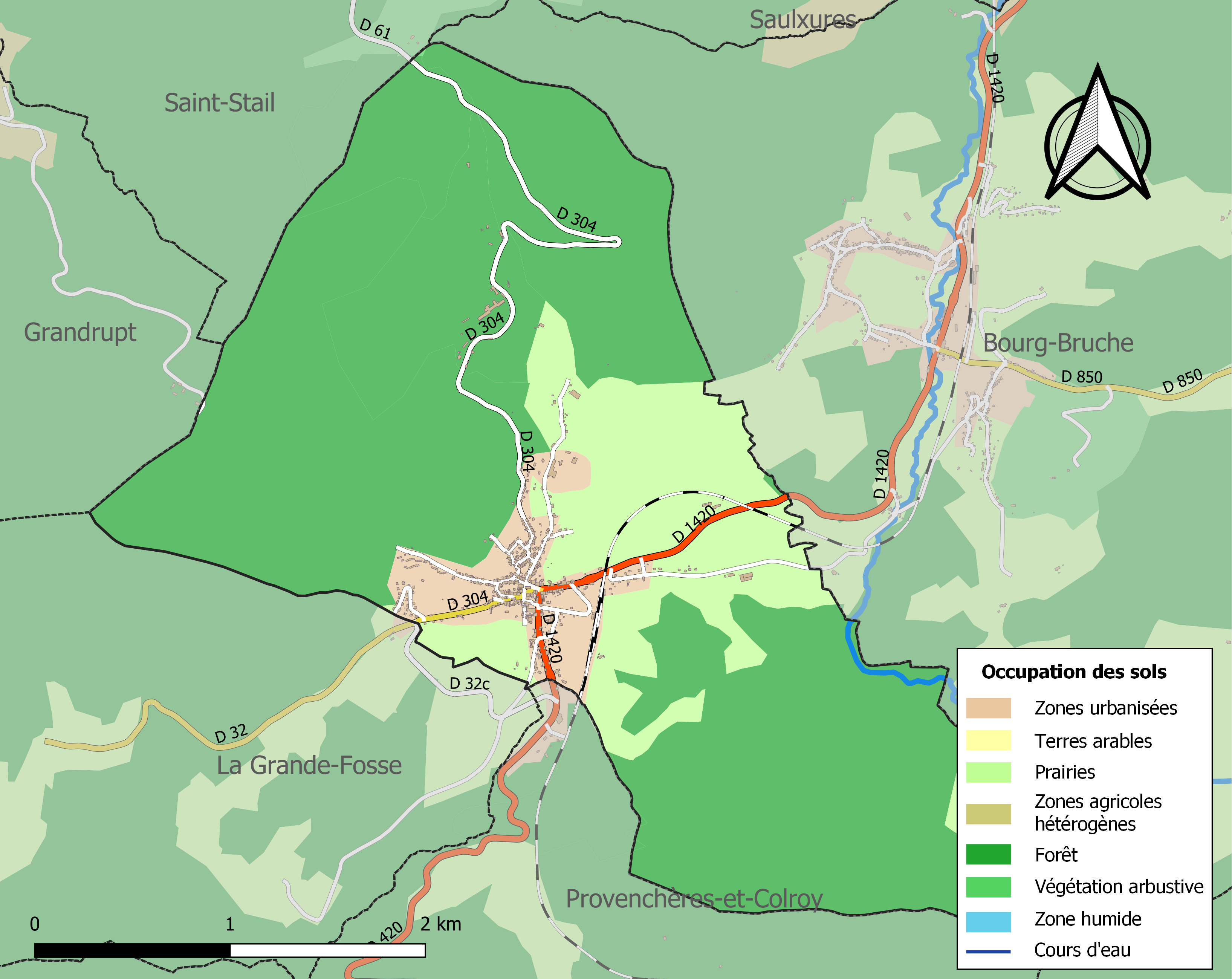
Carte des infrastructures et de l'occupation des sols de la commune en 2018 (CLC).

## Toponymie
L'orthographe du toponyme Saâles, en dialecte lorrain, se prononce phonétiquement Saol et s’écrit, pour bien marquer l’intonation, Saôl. Lors du rattachement à l'Allemagne (1871-1919), l'administration allemande la nomma : Saal. À l'issue de la Première Guerre mondiale, répondant à la question du sous-préfet de Molsheim, le conseil municipal s'est prononcé à l’unanimité pour le maintien du nom sous sa forme française traditionnelle. L'orthographe Saâles a été entérinée dans sa séance du 7 août 1924. Cependant, la graphie officiellement retenue ne comporte pas de diacritique.
L'écriture des lieux-dits est assez variable en français. Les modifications sur les cartes récentes sont fantaisistes du point de la recherche étymologique, c'est pourquoi une mention de la forme dialectale la plus prosaïque, et paradoxalement la plus correcte du point de vue de la linguistique et de la phonologie, est préservée. Quelques exemples de massif : Sapinsus, Haran, Labateux ou Labatteux en dialecte, s'écrivent respectivement aussi Sapin-Dessus, le Hareng, l'Abatteux sur les cartes actuelles.
Donnons quelques racines de la toponymie : Haran désigne un haut rain. Un rain, proche du latin ravinus ou du français ravin, est un monticule, un mont ou une face d'un mont qui présentent une forme bombée caractéristique. Haut rain et rain rupt se distinguent par leurs altitudes respectives, le premier étendu en hauteur, le second visible dans une fosse ou vallée encaissée. Labatteux fait référence à une installation de moulin hydraulique à battant, Sapinsus peut-être à un cimetière ou refuge-sauveté de hauteur.
- 1040 : Salis, 1262 : Sales, 1303 : Sehl, 1648 : Sel, 1700 : Saales, 1793 : Sâales.

## Histoire
Établi sur la via salinatorum qui est une antique route du sel entre occident et orient, le plateau est déjà un lieu de haute importance marchande à la fin de l'Antiquité. Elle le reste longtemps pour le commerce des grains et du bétail.
Une chaussée de pierre de plusieurs assises a pu être découverte en maints endroits du parcours quasi-rectiligne et orienté de la voie romaine. Elle passe entre Haran et Vigne-Fière, emprunte plus bas la côte rapide de Fraisegoutte pour gagner la bas de Sapinsus où se trouve le centre du bourg. Elle relie Saint-Blaise, près de Moyenmoutier sur la rive droite de la Meurthe au hauteur du Ban-de-Sapt, puis Saales à Sélestat par le val de Villé.
L'importance extraordinaire des richesses minières avoisinantes a pérennisé ce lieu de passage intense. Une preuve de l'importance de ce col, par ailleurs bien mal desservi sur l'axe nord-sud, il y a place pour deux à trois localités Saales, Bourg et Brücke, les deux dernières communautés finissant par fusionner en Bourg-Bruche.

### Entrepôt de sel sur le ban de Gondelbert
La via salinatorum apparaît dans les chartes qui fondent les bans vosgiens à l'époque mérovingienne ou qui rappellent leur existence. Le diplôme du roi d'Austrasie Chidéric accordant le statut de ban à l'assemblée de Gondelbert en 661 mentionne une strata salinorum. Elle relie Saint-Blaise à Ebersmunster, près de Sélestat.
Le commerce du grain et de bétail a très tôt rejoint celui du sel du IIe siècle. Un échange peut s'organiser en bonne saison sur ce plateau entre marchands sans qu'il y ait beaucoup d'habitations permanentes à proximité du lieu choisi. Les aléas climatiques du VIe siècle, passant de la douceur hivernale au froidures estivales prononcées par l'intermédiaire de pluies diluviennes sur des cycles de trente-quarante ans ont favorisé l'exode de populations accablées d'impôts comme au Bas-Empire.
Le centre du ban éphémère de Gondelbert est situé à la Grande-Fosse. Le contrôle de la voie a nécessité l'installation d'un point de surveillance, repris peut-être sur les ruines d'installations antiques, à partir de la reprise démographique du VIIe siècle. Des excavations naturelles en forme de berceau de 50 mètres de profondeur sont observables près de La Batteux. Elles témoignent d'exploitations en pingen, semble-t-il pour un minerai de fer. Au sommet du Voyemont, deux blocs de grès rouges forment des tables carrées. Il est possible que ces zones d'exploitations minières et rocheuses soient gallo-romaines, voire très antérieures.
Le ban de Gondelbert, commandant un point clef d'une des rares voies de passage antiques préservées au sud de Tres Tabernae ou Saverne, est dépecé en petits bans, attirant la convoitise et la domination des puissants durant la décadence carolingienne. Riverains et marchands appellent la protection de la voie des Saulniers, fragile ombilic des échanges routiers entre Lorraine et Alsace. Investissant le secteur des communes actuelles de Ranrupt, Bourg-Bruche et Saales, les montagnards du ban du Villé menés par des hommes d'armes germaniques à taille de géant, Werner d'Ortenberg, puis son fils Vollmar, s'imposent à titre privé, prenant la place d'un pouvoir lointain. Ils entretiennent le château qui surveille et verrouille le plateau, Bourg.
Les maîtres de la voie protègent les marchands lorrains qui s'installent momentanément à Saâles, instaurent peut-être un péage sur le pont voisin, appelé Brücke. Soucieux de reconnaissance et de bonne gestion administrative, Werner fonde en l'an mil une abbaye bénédictine, Honcourt ou Hugshofen, sur la rive droite du Giessen venant de Steige. La seigneurie de Viller ou Villé, associée dès son origine au château d'Ortenburg dominant Scherviller, est née.

### Bourgade lorraine sur la voie des Saulniers
Au centre du point de franchissement des Vosges par la voie rectiligne est-ouest, Saâles s'affirme bourg de l'ancien duché de Lorraine, après l'essor démographique des XIe et XIIe siècles. La présence du sel stimule l'activité de verreries qui dévorent le bois des environs. Le paysage s'assèche.
En 1040, Salis apparaît dans une charte du roi de Germanie, Henri III. Elle paraît être une bourgade peuplée. Un pèlerinage du clergé des environs aux Rogations semble prouver une présence très ancienne sur le plateau : les prêtres se rendent le lundi, jour des prières pour les récoltes de l'année, sur l'ancienne route de Saâles à Senones, auprès d'une grosse pierre triangulaire qui symbolise une triple frontière entre au nord-ouest Salm, à l'est vers l'Alsace et au sud la Lorraine.
L'héritière spirituelle du ban primitif de Gondelbert est, par décision politique, l'abbaye de Beaupré. Mais elle ne parvient pas à s'imposer et l'amorce d'un vaste domaine seigneurial à partir de La Grande Fosse se révèle délicate. Les moines ne demeurent pas sur leurs terres. Pire, leur gestion devient calamiteuse et leurs comportements sombrent en décadence. Les principaux administrateurs et seigneurs locaux accentuent depuis longtemps à leur profit les divisions des populations assujetties à de minuscules bans seigneuriaux. Une charte de l'abbaye de Beaupré ou Baumgarten pour régler un différend avec le duc Mathieu de Lorraine en 1172 désigne la route de Saales, objet de sournoises rivalités.
L'abbaye de Senones, qui a capté la grande part septentrionale du ban de Gondelbert, entretient à Saâles un modeste prieuré au XIe siècle. Les seigneurs de Provenchères, alliés aux chanoines de Saint-Dié ont happé une autre partie du ban primitif. Hughes de Provenchères et sa femme née Comtesse, ainsi que leurs hoirs, donnent en 1254 à l'abbaye de Senones tout ce qu'il possède, prés, bois et jardins.

### Hautes terres orientales de la seigneurie du Villé
Au moment où Saâles, Bourg et Bruche s'associent pour devenir une grande paroisse du diocèse de Strasbourg, la seigneurie de Villé, peu ou prou alliée du duc de Lorraine, est hégémonique. La richesse du passage suscite la convoitise et le système défensif se révèle mal adapté. Les troupes de l'Empire dévastent le bourg en 1262. Les soldats de l'évêque de Strasbourg poursuivent les troupes en débandade de Rodolphe de Habsbourg, seigneur du Villé depuis sa désignation à la succession des Ortenberg en 1261 et défenseur de la ville de Strasbourg. Les soudaires, comme les anciens montagnards dénomment les soudards, incendient Saâles, la bourgade prospère où paradoxalement l'évêque de Strasbourg possède en temps de paix des droits.
Les exactions d'armées en guerre ainsi que le passage des soldats congédiés ne cessent de menacer Saales. En 1303, Bourg est centre de paroisse, puisque le curé y réside. La seigneurie du Villé, ancienne possession des Habsbourg, est engagée aux Mullenheim en 1314.
Un faisceau d'indices globaux dans la montagne vosgienne, parmi lesquels la disparition de villages et de petites communautés laisse deviner que les épidémies de peste noire d'après 1349 engloutissent en une trentaine d'années le tiers de la population, causant un lourd traumatisme économique et religieux qui pèse sur plusieurs générations.
Le climat a été exceptionnellement clément par longues intermittences entre 1250 et 1550, permettant la culture de la vigne sur la Vigne-fière. Il n'est plus resté que le souvenir falsificateur de vin aigre à la fin du XVIIIe siècle.
Un document de 1454 mentionne que le rectorat est installé à Saâles. Bruche est un simple plébanat qui en dépend. L’archiprêtre réside à Sélestat. Les dîmes s’élèvent à 36 sacs de bons grains de bled, dont trois sacs sont réservés aux chanoines du chapitre de Saint-Dié. Cinq à dix sacs mi-seigle mi-avoine complètent ces dîmes en grains. Les redevances seigneuriales sur l’eau concernent déjà trois moulins : les moulins de Tremoulot, du Grabe du Chêne et du Canal.
En mai 1525 la bourgade est saccagée et pillée par l'armée du duc Antoine de Lorraine qui veut rejoindre Nancy  après les terribles combats de Saverne et de Scherwiller contre la paysannerie soulevée contre la noblesse (Guerre des paysans, ou Bundschuhe).
Revenant par le val de Villé, l'armée dépitée des chevaliers lorrains veut franchir, selon Volcyr, le col du Las. À l'entrée du bois de Saales, ils trouvent les chemins barrés par de grands troncs d'arbres. Le chroniqueur Volcyr raconte alors que mécontents, une partie des troupes à pied reflue et se venge en retour sur les innocents habitants du plateau. Pillage et violences faites aux habitants de Saâles après Bourg sont un horrible forfait sur des sujets d'Antoine de Lorraine. Le prince tourmenté fut accablé d'une plus grande peine en songeant à ce grand dommage de plus.
En 1543, Sele ou Saâles est toujours siège d’un rectorat. Monsieur le recteur Segle touche les prébendes du plébanat de Bruche.
La seigneurie de Villé est vendue en 1551 aux Bollviller, mais devient possession des banquiers Fugger en 1617. En 1681, après avoir appartenu aux Zurlauben de 1681 à 1751, la famille franco-lorraine des Choiseul, en particulier la maison de Meuse, prend possession de la seigneurie de Villé jusqu'à la Révolution.

### L'après guerre de Trente Ans
Saâles, comme toutes les villes et bourgades sur les voies principales, est à nouveau éprouvée. En 1633, pendant la guerre de Trente Ans, le gouvernement suédois attribue le bailliage de Villé (dont Saâles fait partie) à la famille protestante de Veldenz.
En 1666, si la population est ressortie du bois depuis une génération, le cadre de vie reste particulièrement incertain à cause d'une insécurité permanente (poursuite des guerres entre la France et l'Empire). L'église pastorale est complètement abandonnée et dans un état misérable. Dépendant du chapitre rural de Scherviller, Saâles n'est désormais qu'une filiale de Bourg-Bruche. En 1700, le rectorat siège à Bruche. Le rôle prédominant s'inverse au cours du XVIIIe siècle.
Le renouveau des foires permet à la communauté de Saâles d’être un intermédiaire entre les vallées vosgiennes qui élèvent du bétail, par exemple le grand val Saint-Dié et le pays de Salm, futur canton de Senones et l’Alsace nourricière qui a souvent excellé dans les productions végétales, malgré un climat plus continental. Les vins d'Alsace gagnent Metz. Les salines de Lorraine apportent du sel sur ce grand passage, à destination de la Suisse et de l'Alsace. Bleds et avoine s'échangent de part et d'autre selon les années. L'Alsace achète les bovins sur pied.
Madame la marquise de Meuse, comtesse de Villers, est le collateur au milieu du siècle des Lumières.
La position géographique à trois lieues à l'orient de Senones, à 2,5 lieues à l'occident du Villé favorise le développement commercial, et Saâles confirme, à partir de 1743, son privilège de tenir foire et marché. Saâles a été pendant plusieurs siècles le plus gros bourg de la vallée de la Bruche depuis Dinsheim.
Des censes anabaptistes contribuent à l'économie locale.
Une paroisse est installée à Saâles avec le retour du rectorat : elle est placée sous le vocable de l’apôtre saint Barthélemy.

### Premières époques industrielles
En 1751, Saâles fait partie de la subdélégation, du bailliage et de la maîtrise de Saint-Dié, elle obéit à la coutume de Lorraine. Après 1777, elle fait partie du diocèse de Saint-Dié.
La création du canton de Saales, rattaché au département des Vosges et au district de Saint-Dié, date de 1790. Mise à part la commune de Ban-de-Sapt rattachée en 1793 au canton de Senones nouvellement créé, ce canton comporte durablement treize communes : Saales, Bourg-Bruche, Saulxures, Plaine, Saint-Blaise-la-Roche, Colroy-la-Roche, Ranrupt dans la haute vallée de la Bruche, Colroy-la-Grande, Lubine, Lusse, La Grande-Fosse, La Petite-Fosse, Provenchères dans la haute vallée de la Fave.
On note ainsi que l'histoire de 1751 à 1871 de Saâles prend place dans la subdélégation et l'arrondissement de Saint-Dié, ainsi que le diocèse de Saint-Dié de 1777 à 1875.
Les mines de fer ne sont plus exploitées à partir de 1809.

### Histoire du paysage: forêts et prairies
Les montagnes environnantes du plateau de Saâles et Bourg-Bruche sont dénudées au sortir de la Révolution. La roche sableuse friable du Sapinsus laisse des épandages qui s'amoncellent périodiquement dans les rues du village de Saâles après des écoulements d'eaux de pluie régulièrement importantes ou brusques d'orages, ou une grosse fonte de neige. L'exhaussement de la bourgade, variable au fil des siècles, a permis de préserver les couches archéologiques.
Les terres les plus basses du plateau, autrefois délaissées aux herbes et broussailles de pacages après des déforestations successives ou constamment aménagées en prairies humides, accumulent pendant les phases d'intense érosion des masses de sédiments qui, non déblayés, ont transformé beaucoup d'anciens terroirs en marais permanents. Sur certains secteurs bas, vers 1800, un amoncellement caillouteux, sableux et terreux de l'ordre de un à deux mètres est commun en une année. Par exemple, les alluvions provenant du Sapinsus et de la Vigne-fière ont progressivement transformé la prairie de la Clairie en fouillis végétal.
Par ailleurs, les majestueux sommets gréseux, aujourd'hui forestiers, et leurs pentes les plus raides n'ont longtemps été couverts que d'une maigre végétation de chênes pubescents et de feuillus de petites tailles, exploités pour le mieux en taillis, à moins qu'ils ne soient en pierres, herbes ou broussailles. Les espèces pionnières de faible valeur marchande, pins sur les versants au soleil, bouleaux et surtout quelques sapins et aulnaies dans les vallons plus frais restent minoritaires et occupent des lieux délaissés ou à l'écart. Maintes hauteurs à perte de vue paraissent dénudées, desséchées au début de l'essor industriel et les ruisseaux ont des débits minuscules à l'étiage.
S'il est vrai qu'après l'érosion radicale des terres forestières d'un petit bassin versant, la zone de rupture de pente de ruisseaux après une crue se couvre d'un dépôt de matériaux rocheux et qu'un aisé soutirage progressif des sédiments fins favorise l'exploitation de ses sables triés d'un grand intérêt dans le bâtiment, il n'empêche que, dès la Restauration, les communautés paysannes se soucient d'empêcher la formation des torrents dévastateurs. L'urgence s'impose afin de protéger les terres cultivées. La crainte d'aléas climatiques graves s'exprime, mais bien souvent, malgré la mise en place d'une administration royale bienveillante et réfléchissant à ces préoccupations, des initiatives individuelles sont nécessaires pour généraliser la solution du reboisement.
Narrons la mutation pionnière du Sapinsus. En 1825, l'ancien soldat Sem entreprend de façon volontaire la première plantation de pins. En 1832, le maire Ferry-Talie, constate les bons effets et poursuit le reboisement en entier. L'essor de boisement est repris par l'administration forestière. Le sommet du Climont est reboisé entre 1840 et 1850, ainsi qu'une partie du Voyemont et de Labateux. La loi de 1854 impose le reboisement des terrains vagues. La Vigne-fière et la grande montagne, c'est-à-dire les hauteurs de Lune, Hurin et Solamont autrefois partiellement en chaumes, sont transformées dès ce moment. Les autorités des Eaux et Forêts réalisent après les années 1860 une forêt quasiment jardinée en renouvellement sous futaie, remplaçant déjà les pins pionniers par le sapin.
Ainsi sont nées du labeur des hommes une vraie richesse forestière, les 530 ha de belles forêts de sapins, de hêtres  et de pins observables en 1895. Citons les forêts de Labateux, du Voyemont, du Haran, du Sapinsus, de la Vigne-Fière, de Lune, de Hurin et de Solamont. La stabilisation des terres forestières des hauteurs plus humides a permis l'extension de l'irrigation, les prairies ont été mieux drainées et étendues à la grande prairie basse, autrefois marécageuse et constituée à sa base de prés-tourbeux, comme la prairie de la Clairie et les vallons du Beheu, du Chêne, de la Moussière.
L'évolution du paysage est progressive, au point que les autorités décident de construire la nouvelle gare sur la prairie de la Clairie. Les services allemands devront néanmoins construire la fin de la nouvelle ligne reliant Rothau et Saales en 1890 ainsi que la gare sur un réseau de pilotis. Les grandes tempête de 1901 causent un grand dommage sur les dernières plantations de la grande montagne, posant l'épineuse question de l'adaptation des vieux sols agraires ou de prairies à la forêt.

### Saâles en 1845
Saâles est à la jonction des routes départementales no 14 dite Lunéville - Schelestat et no 15 Saint-Dié -  Strasbourg. Saâles est à 65 km d'Epinal, chef-lieu du département, à 20 km de Saint-Dié, chef-lieu d'arrondissement. Le chef-lieu de canton dont la population s'élève à 1361 habitants possède un bureau d'enregistrement des recettes des contributions directes et indirectes, un garde général des forêts, une justice de paix, une brigade de gendarmerie à pied. Outre une cure et un bureau de bienfaisance, le bourg accueille deux notaires, deux huissiers et un relais de poste. Les lettres passent par le bureau postal de Saint-Dié.
La commune n'est pourtant que la cinquième en population de son canton. 247 ménages habitent dans 227 maisons selon l'administration fiscale. L'école de garçons accueille 136 élèves, l'école des filles 120.
120 électeurs censitaires élisent 12 conseillers municipaux, dont sont issus le maire Crovizier et l'adjoint Biétrix.
Le territoire communal s'étend sur 987 ha. Les bois sont valorisés sur 413 ha. Les terres labourées représentent 180 ha. Souvent sablonneuses sur le plateau, elles conviennent surtout pour le seigle et la pomme de terre, quoique du froment ait été cultivé sur le versant Sud du Haran. Les prés et prairies irriguées couvrent 169 ha. Les jardins occupent 14 ha.
Trois moulins à grains, des tuileries et un four à chaux, des carrières de pierre de taille, mais aussi de moellons prouvent la diversité des activités. Le commerce de bestiaux et de pommes de terre est prédominant. Les foires qui conservent encore un rayonnement lointain se tiennent les lundis après le 2 février, après les Rameaux, avant le 24 juin, avant le 24 août, avant le 25 décembre. Le marché se tient tous les lundis dans le gros bourg de Saâles, qui regroupe l'essentiel de la population.
Outre les deux moulins Jacob et Matepse, quelques fermes demeurent à l'écart : Alépré, Le Batteux, le Chêne, Créseny, Devant-le-Moulin, Devant-Voyemont, l'Horloge, la Knabe, Lune, la Voistine. Il n'y a pas de hameaux

### L'incendie de 1847
Un incendie dévaste l'ancien centre aux maisons groupées ainsi que l'église catholique Saint-Barthélemy. À onze heures du soir le 5 mars 1847, le feu commence à sortir d'une maison. Le vent du nord souffle cette nuit avec violence. Alors que cloche et tocsin ont été sonnés, les pompiers du lieu et des communes voisines sont promptement mobilisés et à pied d'œuvre, mais déjà deux maisons et une partie de l'église sont la proie des flammes. Le village est menacé mais les habitants commencent une lutte angoissante pour enrayer l'avancée du sinistre.
Durant la nuit, la compagnie de sapeurs-pompiers de Saâles, assistés des pompiers de Provenchères, Colroy-la-Grande, La Grande-Fosse, La Petite-Fosse, Lesseux et Bourg-Bruche engage une lutte incessante. Des habitants et même des bénévoles accourus des villages voisins se dévouent à leurs côtés.
Le spectacle fumant au petit matin accable, les combattants du feu, qui ont résisté en enrayant la propagation du foyer, ont cependant sauvé l'essentiel du village restant. La perte est toutefois estimée à 62 520 francs et l'urbanisme doit être revu. Le préfet alerté le 6 mars décide d'attribuer vingt francs à chaque sapeur-pompier ou bénévole méritant qui a mis en péril sa vie. Sont récompensés par décret préfectoral les sapeurs-pompiers Joseph Idoux et Valentin Didier de Provenchères, Jean-François Melchior et les demoiselles Marie Mulot et Catherine Lemaire de La Grande-Fosse, le sieur Jean-Baptiste Bedel de Saulxures, le sieur Jean-Baptiste Florent de Colroy-la-Grande.

### Restructuration après l'incendie de 1847
Les travaux entrepris de 1847 jusqu'en 1854 remodèlent le centre historique. Ainsi apparaissent d'autres lieux :
- un nouvel hôtel de ville à la place de l'ancienne église démolie ;
- des nouvelles écoles ;
- une nouvelle église néo-romane, reconstruite à proximité des écoles.

Les plans sont levés par Alphonse Georges Bruyant, inspecteur des édifices diocésains de Saint-Dié. Les entreprises Cordier, Demain et Mangin également de Saint-Dié, réalisent gros et petit œuvres de l'édifice dédié à saint Barthélemy de 1847 à 1850. La rigueur du climat exige ensuite un essentage d'ardoise en façade, il a été - il y a quelques années - rénové par des artisans vosgiens. Les ateliers d'orfèvrerie Laroche et l'artiste messin Gestern laissent leur art dans la décoration du maître autel.

### Sous la Deuxième République et l'Empire
Sous le Second Empire, la bourgade, chef-lieu de canton, oublie les difficultés économiques de la fin des années 1840 et enraye l’exode rural, affichant une prospérité bourgeoise retrouvée. Une des craintes du régime autoritaire est l’intensification de l’exode rural et la constitution d’un prolétariat politisé dans les villes. Napoléon III loue avec force propagande la vie rustique à la campagne et en montagne. Les notables de Saâles, le maire Ferry, l’adjoint Jacquot, le curé Renard et le représentant d'une nouvelle fonction à revenu modeste, mais hautement promue par les autorités publiques depuis quelques décennies, l’instituteur Georges ont conscience d'accomplir ce fier et beau programme.
La population locale recommence à croître de la fin des années 1850 au milieu des années 1860. Alors que le canton passe de 12 384 habitants en 1859 à 12 999 en 1863, le chef-lieu dirigé par les mêmes notables, comptant 1 194 puis 1 245 habitants, contribue proportionnellement moins à ce renouveau que les douze autres communes réunies du canton. La rivale à l’autre bout du plateau, Bourg-Bruche compte 1 257 habitants en 1859, puis 1 346 en 1863 et accroît légèrement son avance. Plaine et Lusse sont toujours les communes les plus peuplées du canton.
Alors que la commune est favorisée et profite des envolées de croissance folle, aucune mutation économique profonde n'y prend germe et la bourgade provinciale ne joue aucun rôle rassembleur vis-à-vis du canton, elle vit sur l’acquis et la routine. La situation diffère de l’ensemble en croissance Rothau-La Broque-Schirmeck dans le val de Bruche.

### Un village à la frontière du Reich
Le 28 septembre 1870, un bataillon de Badois fait irruption alors que la  grande foire d'automne bat son plein dans l'insouciance montagnarde. Affolés par la cohue humaine et craignant la présence de francs-tireurs, les Allemands dispersent la foule, menacent de brûler le village et le quittent rapidement pour Raon-l'Étape.
En 1871, une partie du canton de Saâles fit partie des territoires d'Alsace-Lorraine rattachés à l'Allemagne (traité de Francfort). Les communes du canton qui restèrent françaises formèrent un nouveau canton, avec Provenchères-sur-Fave pour chef-lieu.
Le service des douanes du Reich est mis en place à partir d'août 1871. Les militaires allemands stationnent jusqu’en mars 1872. Les délits correctionnels sont jugés à Schirmeck. Le juge de paix passe une fois par mois.
Faisant suite à la rectification de la frontière, l'ancien rectorat dans le diocèse de Saint-Dié a été définitivement transféré en 1875 dans le diocèse de Strasbourg. Le premier curé après ce transfert, le recteur abbé Schikelé a terminé la décoration du sanctuaire par des peintures, puis installé un jeu d’orgue. Le second curé, Pfund, est mort en pèlerinage à Rome. Le troisième curé, Mathis, installe de beaux vitraux.
Un hospice pour vieillards pauvres a été fondé par la générosité de mademoiselle H. Barthélémy. Au cours des années 1880, la grande foire agricole entravée par les services de douane français et allemand décline irrémédiablement. Le nombre de têtes de bétail chute drastiquement alors qu'il n'y a jamais eu autant de belles prairies et fourrières pour les nourrir.

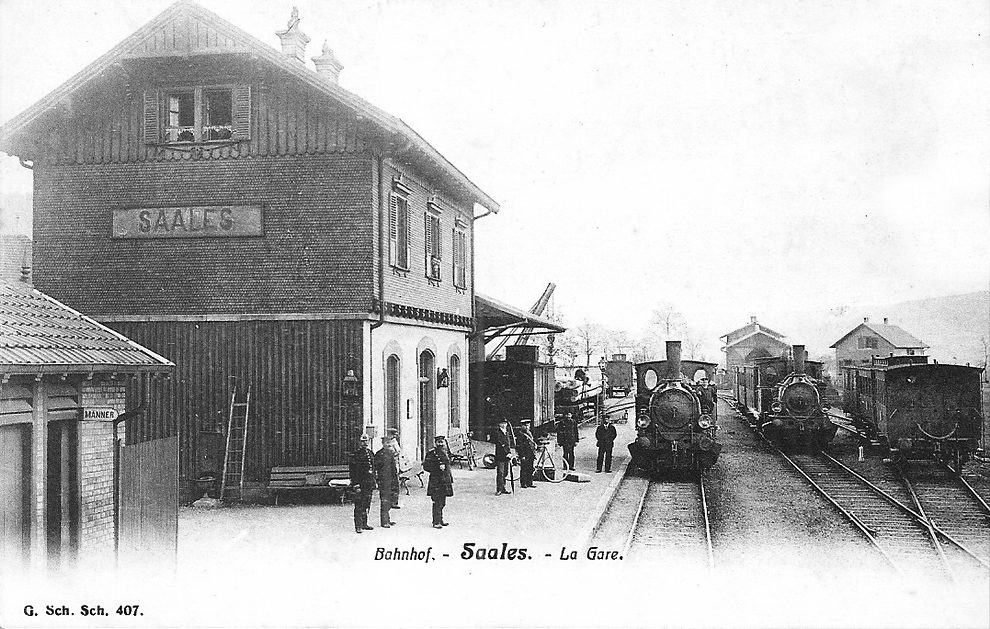
La gare allemande de Saales vers 1900.

Les autorités allemandes décident de construire une ligne de chemin de fer. Intéressée au premier chef pour exporter son bois, la commune de Saâles verse une contribution de 50 000 marks, soit 62 500 francs d'époque en six annuités.
Cet ultime désenclavement de Rothau (Schirmeck) à Saâles inauguré en 1890 accroît l'exode rural vers les villes alsaciennes. La création de deux tissages est demandée par la commune pour lutter contre la paupérisation des campagnes : Vaultier s'installe entre 1891 et 1894, Georges Marchal et fils en 1900.
Saâles en 1895 est jugée déclinante par les vieux habitants nostalgiques qui ont connu les marchés florissants et les foires de bétail de l'Empire attirant les éleveurs des vallées vosgienne aussi loin qu’Étival, Bruyères et Blâmont. En bonne saison marchande, la population a chuté de plus du tiers. En 1850, elle accueille selon les témoins 1500 habitants. Le marché et surtout les foires de la fin du siècle sont moribonds et la population tombe en dessous de 1000 habitants.
Havre de nature paisible, paradis du marcheur à la recherche de vastes horizons, la contrée séduit au-delà de toute attente les touristes allemands qui débarquent en foule imprévue dans la petite gare. Le Donon culminant à 1 010 mètres d'altitude au nord, le dôme du Champ du Feu à 1 086 mètres à l'est, lieux touristiques très appréciés, peuvent être rejoint dans une nature verdoyante ou parée des couleurs automnales. Cette ruée vers l'oxygène, voire l'ozone nouvellement découvert en altitude forestière et l'eau pure de la montagne vosgienne incite les initiatives de cure de santé pulmonaire ou de régénération après de longues maladies.

### Déboires duXXesiècle

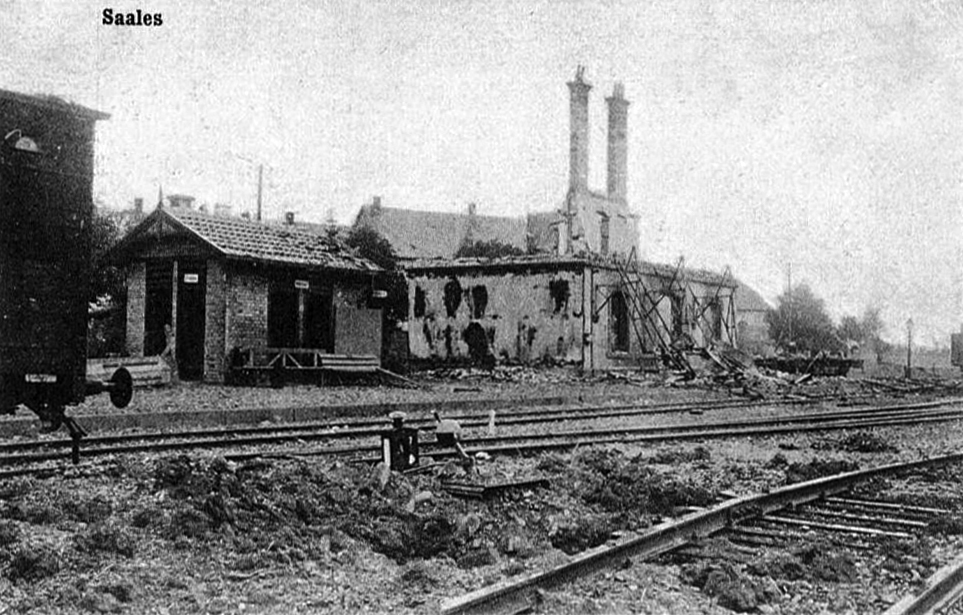
Ruines de la gare de Saales en 1915.

Au début du dernier siècle, le village aux maisons blanches dont les rues larges donnent accès à l'ancienne place de foire sont pourvues de seize fontaines en monolithes de grès est entourée de belles prairies verdoyantes.
Le sanatorium Tannenberg est inauguré en 1904. C'est l'époque de la montagne magique et des voyages des tuberculeux dans un havre de nature. Lorsqu'elle redevient française après la Première Guerre mondiale, Saâles dont la mairie ne comporte plus que trois murs depuis le grand bombardement de 1918 reste alsacienne. Sa mairie est restaurée en 1924. Saales redevient ville-frontière de 1940 à 1944. Entre les années 1950 et 1954, le sanatorium est modernisé en complexe sanitaire, préservant toutefois une spécialisation pulmonaire.
Le lent déclin textile, ponctué de crises et de sursauts, est conclu avec la disparition des derniers ateliers dans les années 1980.

## Politique et administration

### Liste des maires
| Période                                  | Période          | Identité                    | Étiquette | Qualité                                                                                       |
| ---------------------------------------- | ---------------- | --------------------------- | --------- | --------------------------------------------------------------------------------------------- |
| Les données manquantes sont à compléter. |                  |                             |           |                                                                                               |
|                                          |                  | André Grandjean             |           |                                                                                               |
| 29 août 1902                             | 1er juillet 1928 | Camille Thiriet (1860-1928) |           | Négociant à Saales, maire, conseiller général du Bas-Rhin et chevalier de la Légion d’honneur |
| mars 1977                                | mars 1983        | Pierre Gobinet              | DVG       | Directeur administratif du sanatorium                                                         |
| mars 1983                                | mars 1989        | René Klausser (1925-2009)   | UDR-RPR   | Médecin, conseiller général (1971-1985)                                                       |
| mars 1989                                | juin 1995        | Pierre Gobinet (1917-2013)  |           | Retraité, ancien directeur administratif du sanatorium                                        |
| juin 1995                                | mai 2020         | Jean Vogel                  | EÉLV      | Exploitant agricole                                                                           |
| mai 2020                                 | En cours         | Romain Mangenet             |           | Ingénieur Arts et Métiers                                                                     |

## Population et société

### Démographie
L'évolution du nombre d'habitants est connue à travers les recensements de la population effectués dans la commune depuis 1793. Pour les communes de moins de 10 000 habitants, une enquête de recensement portant sur toute la population est réalisée tous les cinq ans, les populations de référence des années intermédiaires étant quant à elles estimées par interpolation ou extrapolation. Pour la commune, le premier recensement exhaustif entrant dans le cadre du nouveau dispositif a été réalisé en 2005.

En 2022, la commune comptait 827 habitants, en évolution de −0,24 % par rapport à 2016 (Bas-Rhin : +3,17 %, France hors Mayotte : +2,11 %).
| 1793 | 1800 | 1806  | 1821  | 1831  | 1836  | 1841  | 1846  | 1851  |
| ---- | ---- | ----- | ----- | ----- | ----- | ----- | ----- | ----- |
| 720  | 915  | 1 067 | 1 185 | 1 237 | 1 397 | 1 361 | 1 330 | 1 309 |

| 1856  | 1861  | 1866  | 1871  | 1875  | 1880  | 1885  | 1890 | 1895 |
| ----- | ----- | ----- | ----- | ----- | ----- | ----- | ---- | ---- |
| 1 194 | 1 245 | 1 278 | 1 263 | 1 122 | 1 177 | 1 078 | 987  | 968  |

| 1900 | 1905  | 1910  | 1921  | 1926  | 1931  | 1936  | 1946  | 1954  |
| ---- | ----- | ----- | ----- | ----- | ----- | ----- | ----- | ----- |
| 926  | 1 137 | 1 171 | 1 001 | 1 313 | 1 113 | 1 139 | 1 006 | 1 005 |

| 1962 | 1968 | 1975 | 1982 | 1990 | 1999 | 2005 | 2006 | 2010 |
| ---- | ---- | ---- | ---- | ---- | ---- | ---- | ---- | ---- |
| 965  | 905  | 830  | 780  | 779  | 853  | 932  | 930  | 850  |

| 2015 | 2020 | 2022 | - | - | - | - | - | - |
| ---- | ---- | ---- | - | - | - | - | - | - |
| 821  | 824  | 827  | - | - | - | - | - | - |

## Économie

### Marché
- Les halles de l’hôtel de ville accueillent désormais tous les vendredis de l’été le marché des producteurs de montagne. Petits fruits, biscuit, maraîcher, métier d'art, commerce équitable et boucherie et salaisons font bon ménage lait et fromages de montagne. Une opportunité à ne pas manquer pour les gourmands et amateurs de saveurs authentiques. À quelques pas de là, la micro-brasserie satisfera les amateurs de mousses légères avant d’entreprendre une promenade à travers la commune à la découverte des vingt-trois fontaines, qui servaient jadis d’abreuvoir ou de lavoir.

## Culture locale et patrimoine

### Lieux et monuments

#### Monuments historiques
Signalons les lieux et les monuments singuliers attestant la très longue histoire de Saâles et de son plateau bordé de petites montagnes.
- Bornes frontières aux armes de la principauté de Salm-Salm et aux armes de la Lorraine ; ancienne borne attribuée à l'époque celtique, au col des Broques. Sur la côte de Senones, sur l'ancien diverticule quittant la voie des Saulniers pour aller à Senones, il existe un lieu-dit des Quatre Bornes : on y remarque, à côté d'une borne armoriée entre Lorraine et Salm, une borne délimitant l'Alsace avec la crosse de l'évêque de Strasbourg et la seigneurie devenue principauté de Salm signalée par les poissons.
- Sur la montagne de Lune, ancienne chaume jusqu'à la Révolution, des amas circulaires provenant d'enceintes de pierres sont connus. Les anciens archéologues pensaient à d'antiques abris d'éleveurs ou à d'anciens refuges de hauteur en période de troubles.
- Sur les pentes du Solamont, des soubassements de huttes et de maisons ont été mis au jour avant 1850. L’hypothèse d’une première agglomération paysanne surplombant le plateau et la voie du sel a été proposée.
- Sur la montagne de Sapin Dessus, de vastes vestiges miniers d'époque gallo-romaine sous forme d'exploitation au jour en de longues et larges tranchées. Fonderies avec céramiques du Ier siècle apr. J.-C. découvertes lors de la construction du VVF. Dans un champ sous le Sapinsus, un trésor de monnaie à l’effigie de l’évêque de Strasbourg a été découvert avant 1840. Le trésor a été inventorié au musée d’Épinal. Le Sapinsus a toujours été un refuge, en tout cas lors des périodes de grande insécurité selon les anciens.
- Quelques fermes des XVIIIe et XIXe siècles subsistent malgré le grand bombardement destructeur de 1918. Au bas de la Creuse d’Argent, les travaux de rénovation de la chapelle Sainte-Barbe ont permis de mettre au jour de nombreuses pièces d’argent.

### Monuments religieux

#### Église Saint-Barthélemy
Après la guerre de Trente Ans, la commune de Saales n'est qu'un amas de ruines et la population quasi inexistante. De nombreux habitants sont morts des suites de privations et d'exactions de la part des troupes étrangères de passage dans la commune. L'église qui avait subi le sort de tant d'édifices mis à bas par les armées étrangères sera finalement reconstruite à partir de 1659. Elle sera brûlée en 1762, puis rebâtie au même emplacement. Le cimetière qui se trouvait juste à côté de l'église sera transféré en 1830. Un nouvel incendie détruit à nouveau l'église en 1847, qui sera reconstruite sur un nouvel emplacement. L'édifice à trois portails possède trois nefs, dont les voûtes en plein cintre, de style néoroman. Ils sont portés par trois piliers formées par quatre colonnes surmontées de chapiteaux corinthiens.

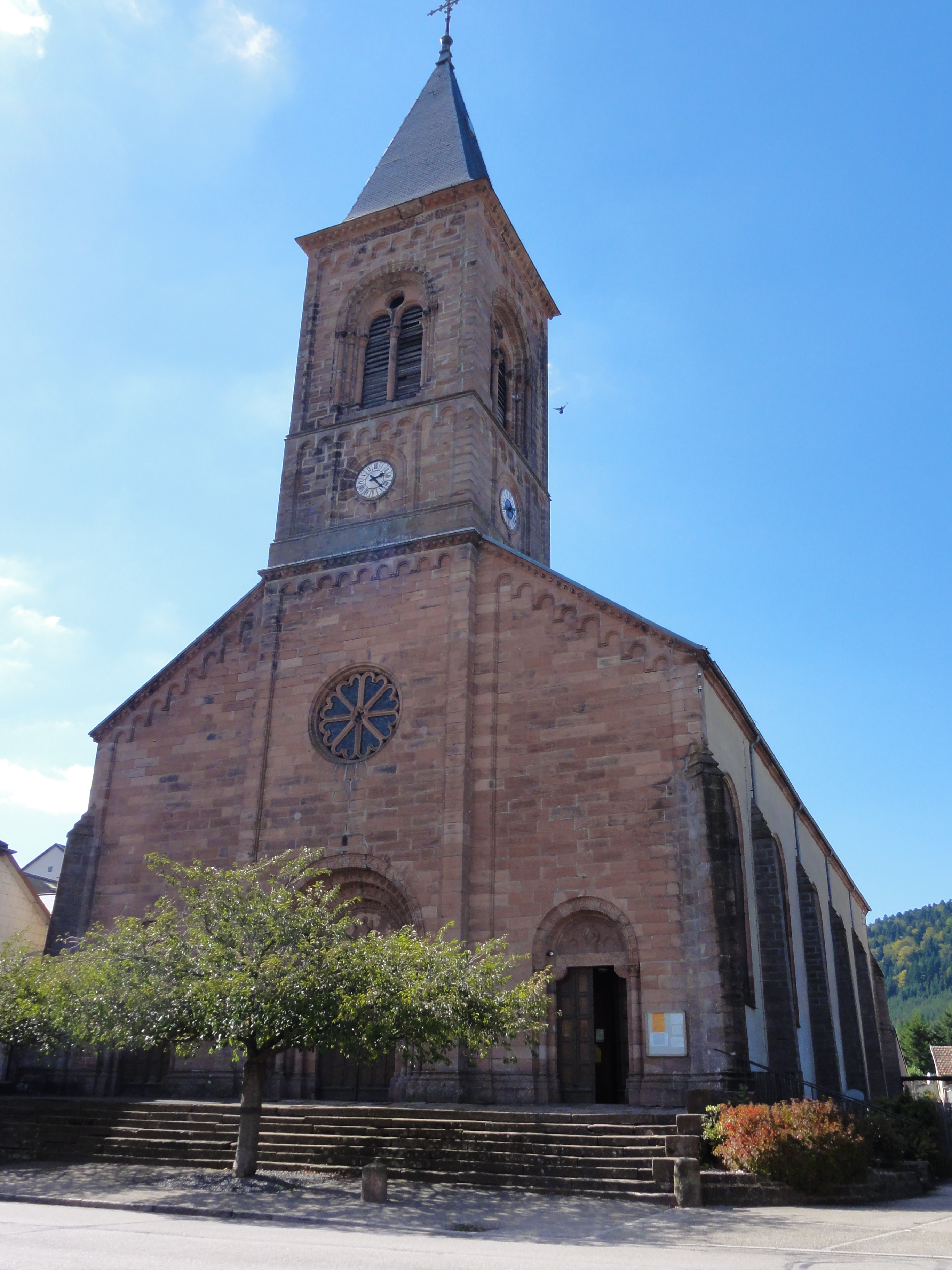
Église Saint-Barthélemy.
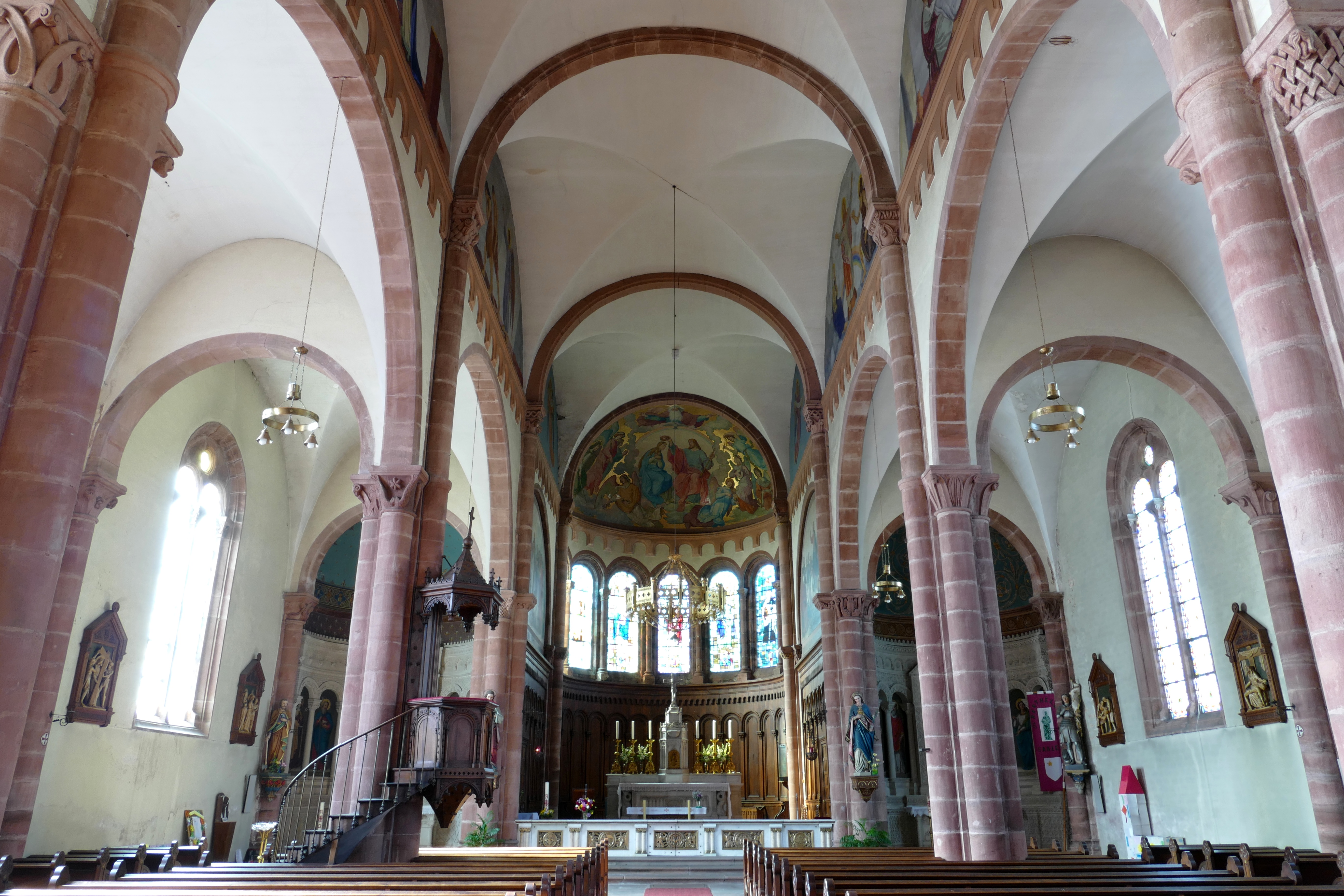
Vue intérieure de la nef vers le chœur.
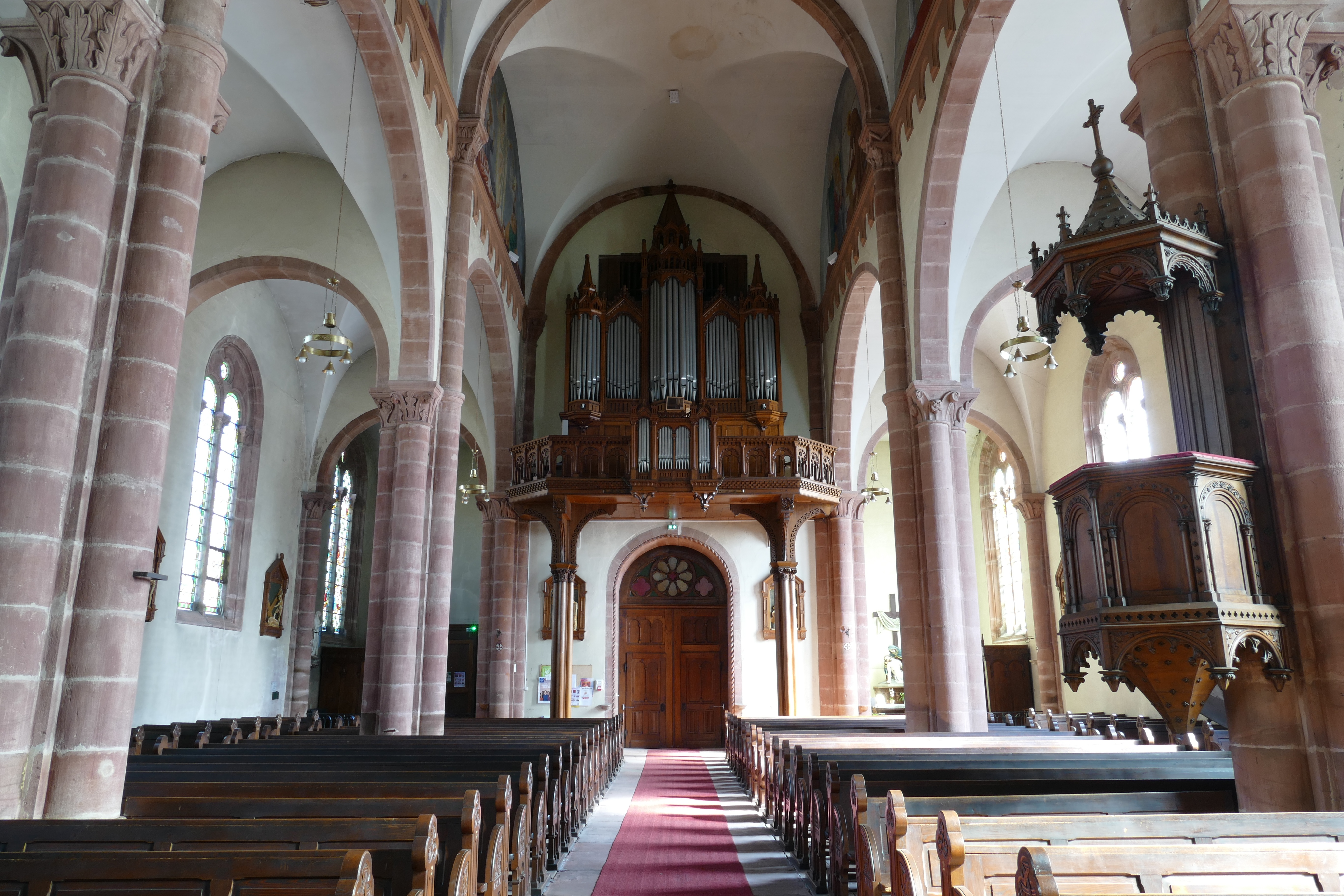
Vue intérieure de la nef vers la tribune d'orgue.
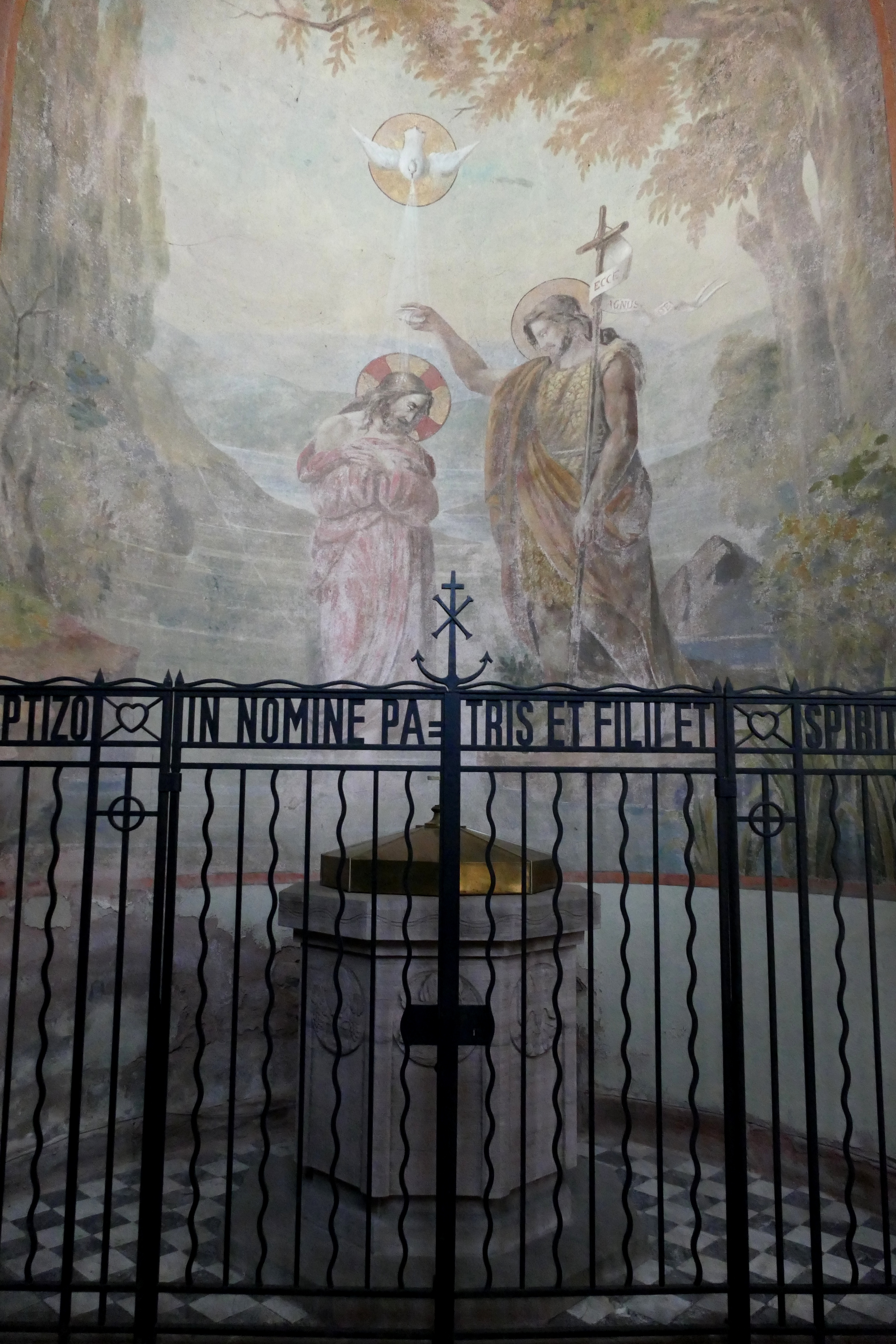
Fresque « Baptême du Christ par Saint-Jean-Baptiste »(1876).
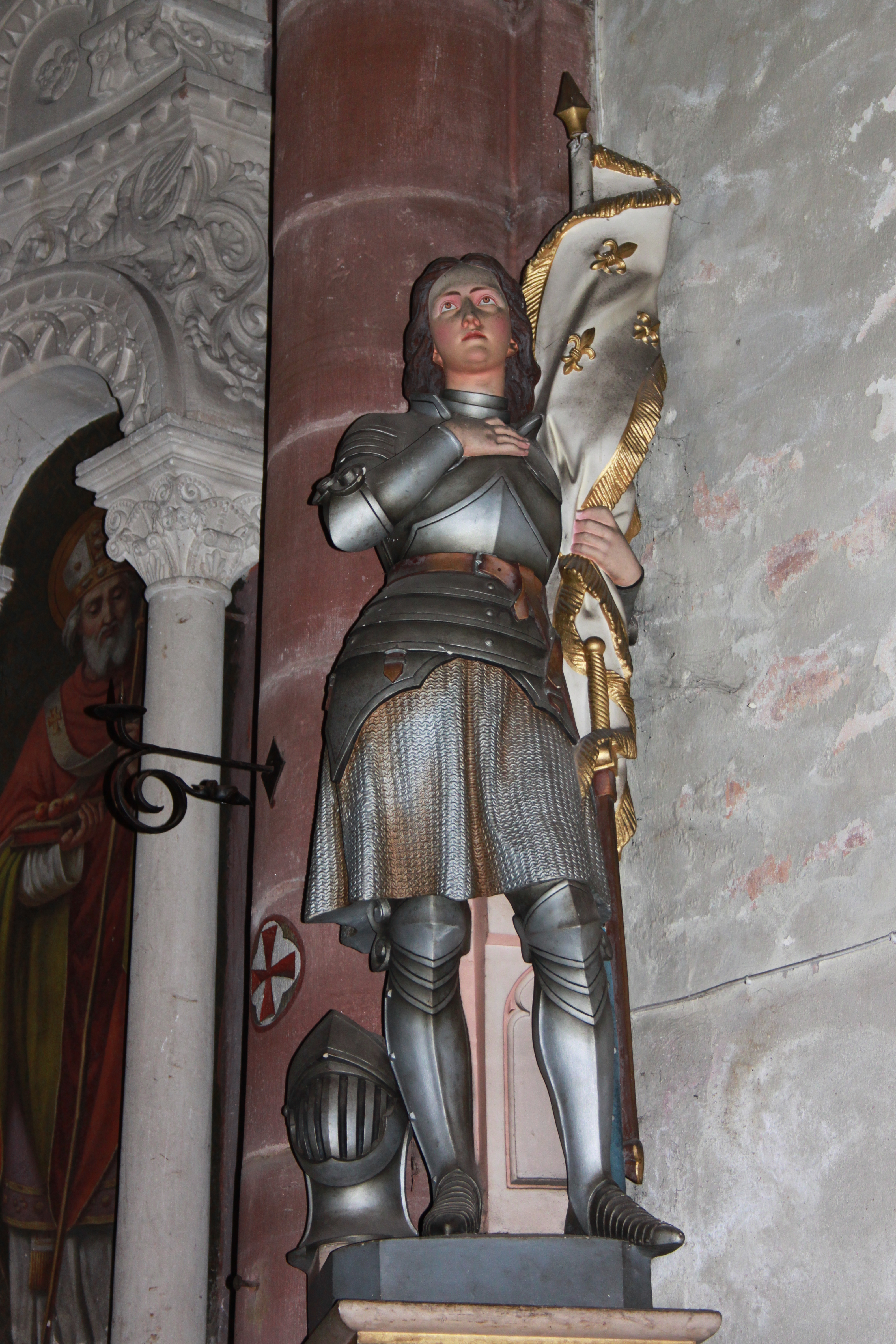
Statue de Jeanne d'Arc, église Saint-Barthélemy.

#### Chapelle Saint-Georges
Aux premiers temps un oratoire s'élevait à cet emplacement. Un plan cadastral de 1830 signalait sur le même emplacement un calvaire. La tradition locale rapporte qu'un ancêtre de la famille Thiriet fit le vœu de transformer l'oratoire en chapelle si sa maison, toute proche était épargnée. Le vœu fut exaucé. L'oratoire fut alors consacré à saint Georges, patron des laboureurs. Pendant plus d'un demi-siècle, le 25 avril, jour de la Saint-Marc, les Saalois se rendirent en procession jusqu'à la chapelle pour vénérer le saint patron.

#### Chapelle protestante

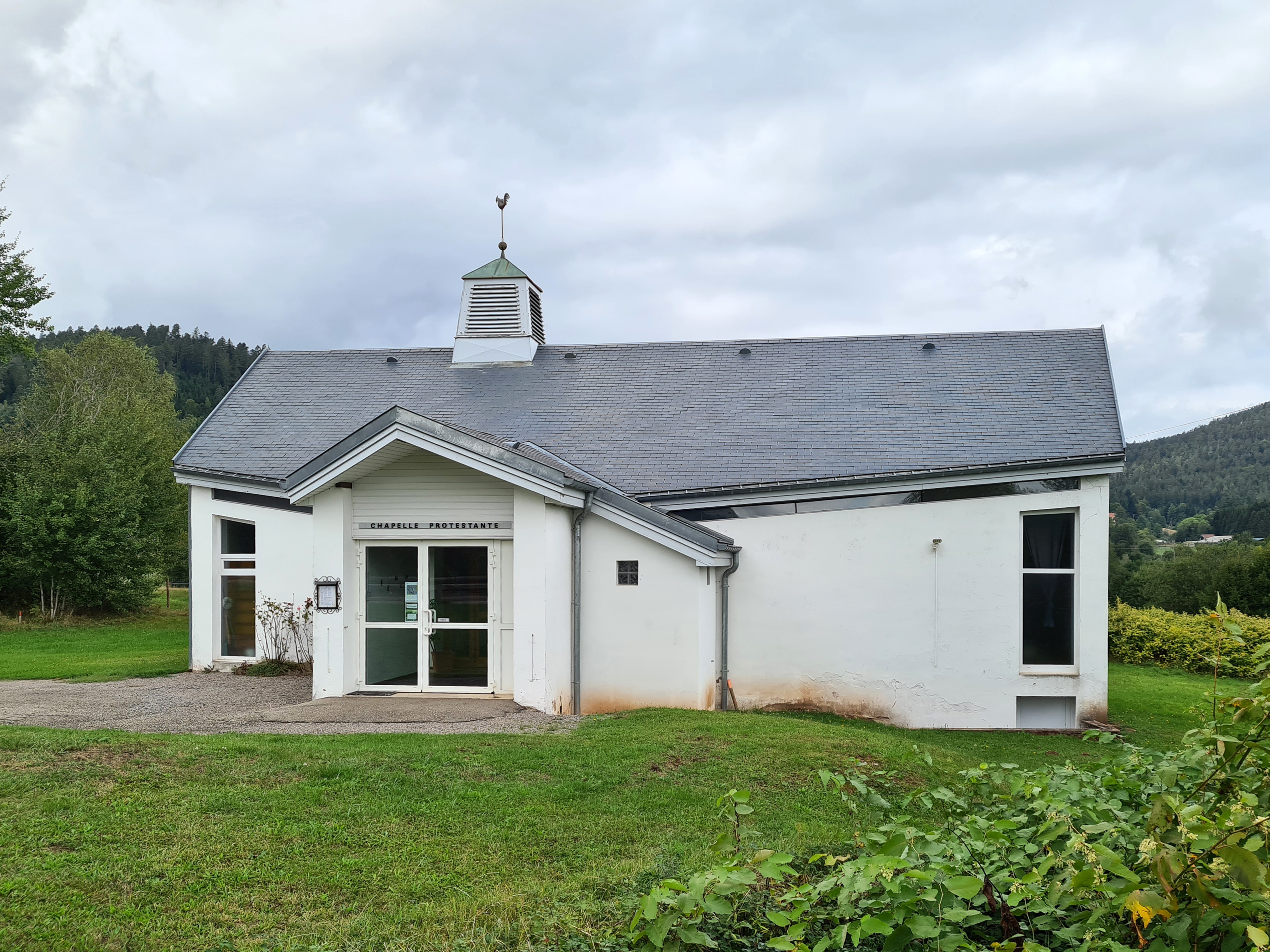
Chapelle protestante.

Longtemps catholique, Saales ne disposait pas d'une église protestante. Les quelques familles protestantes se réunissaient une fois par mois dans une salle du tribunal de Saales, un local qu'elles partageaient avec la communauté mennonite.
Dans les années 1950, des bénévoles édifient une chapelle au bord de la route, à l'entrée du village, sur un terrain offert par un paroissien. Marieleine Hoffet, alors pasteure à Villé, organise deux camps de travail pendant les étés 1958 et 1959 afin d'en construire les fondations. L'aumônier est Marc Lienhard, alors étudiant en théologie.

### Autres monuments
- Mairie de Saales.
- Gare de Saales.

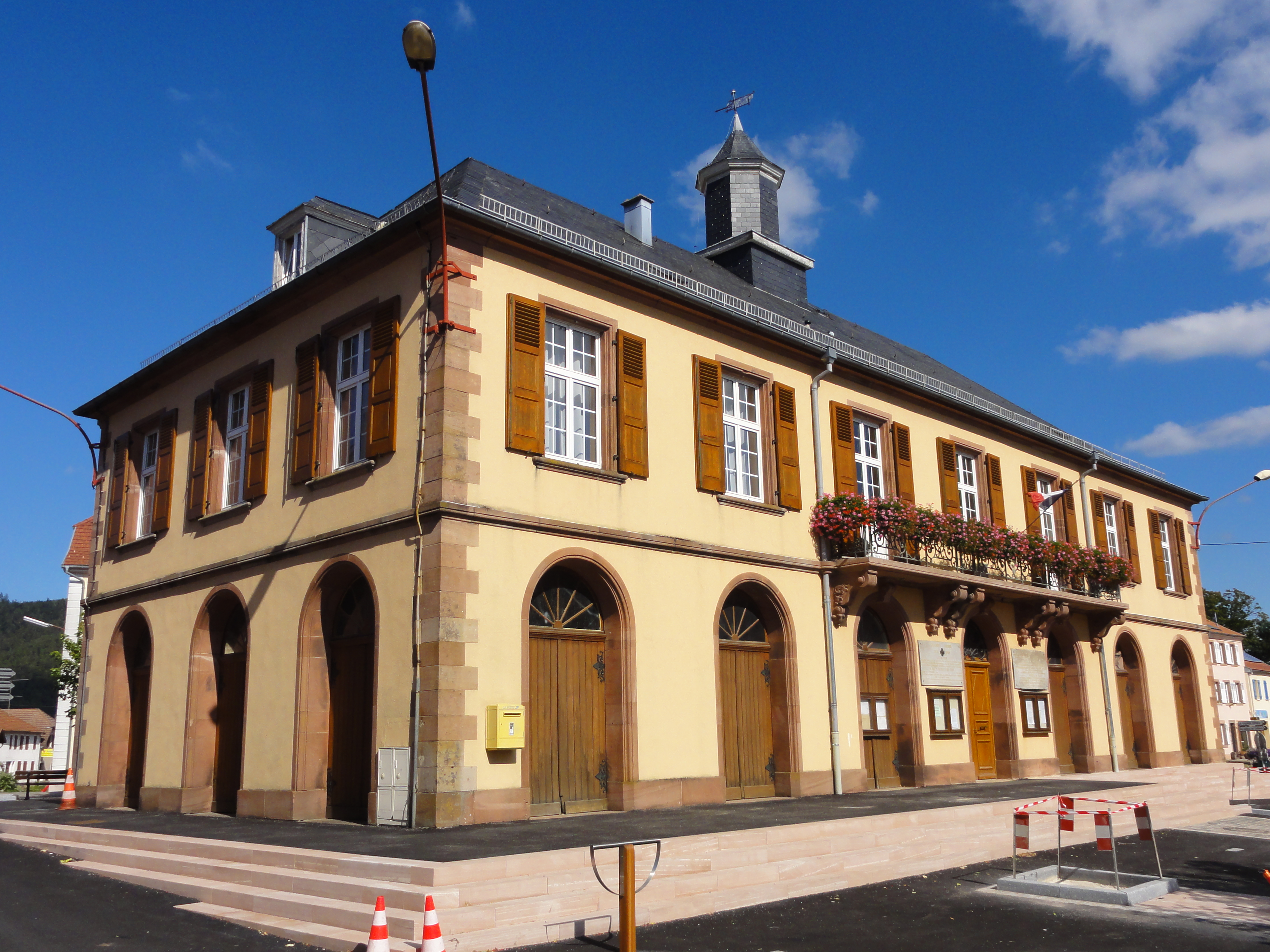
Mairie (1850), Grand'Rue.
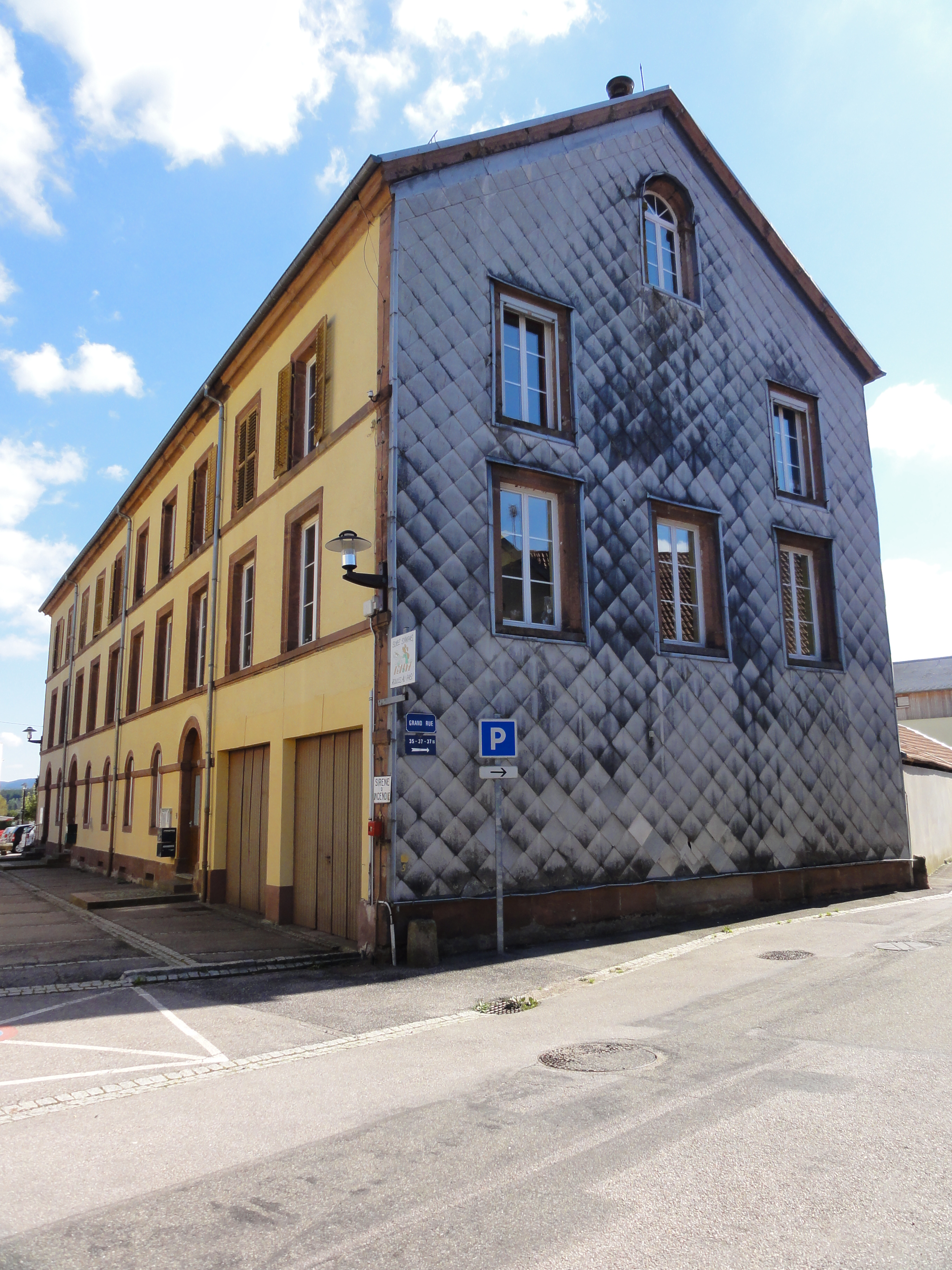
École primaire (1850), Grand'Rue.
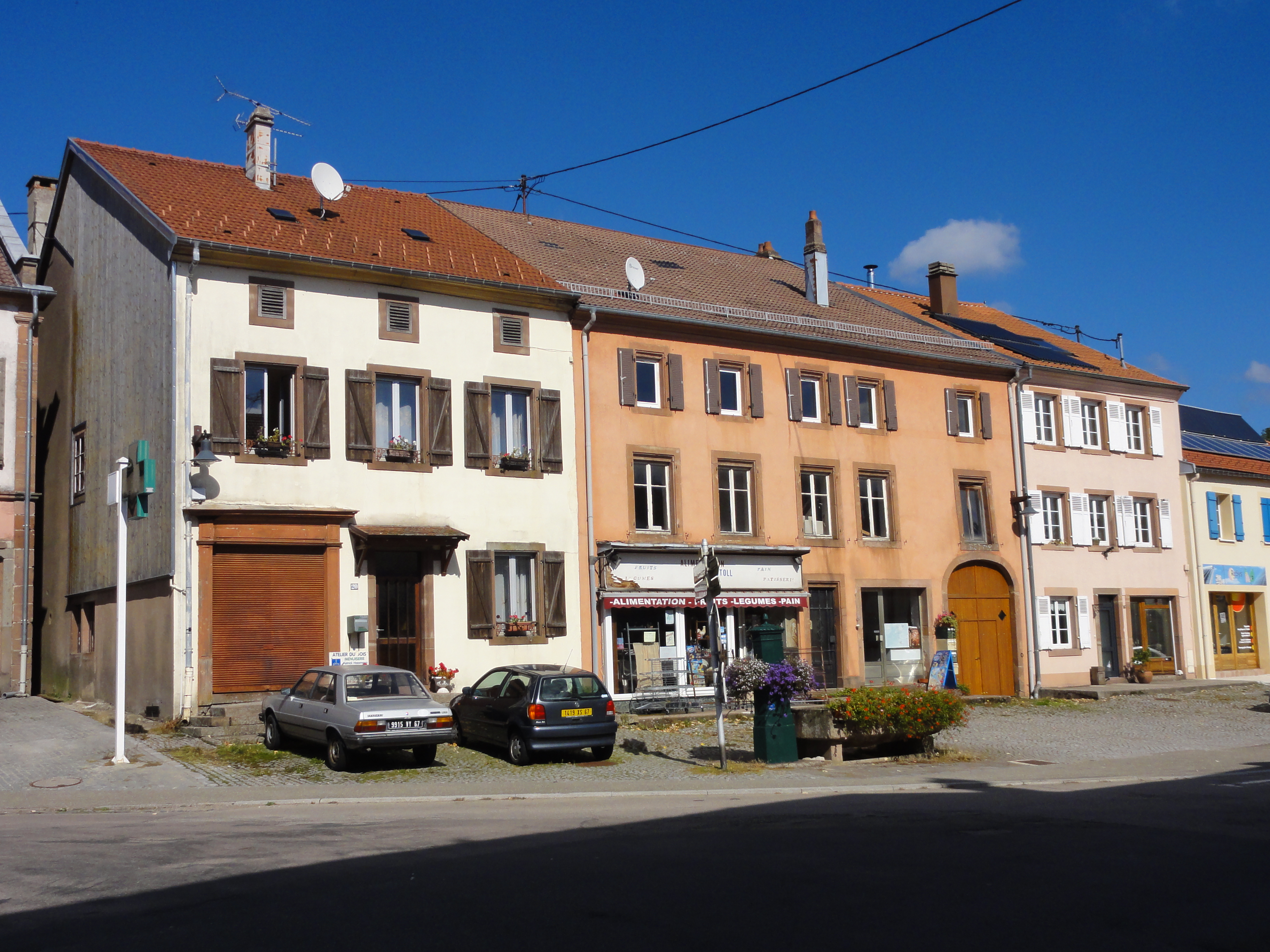
Maisons, 20-16 Grand'Rue.
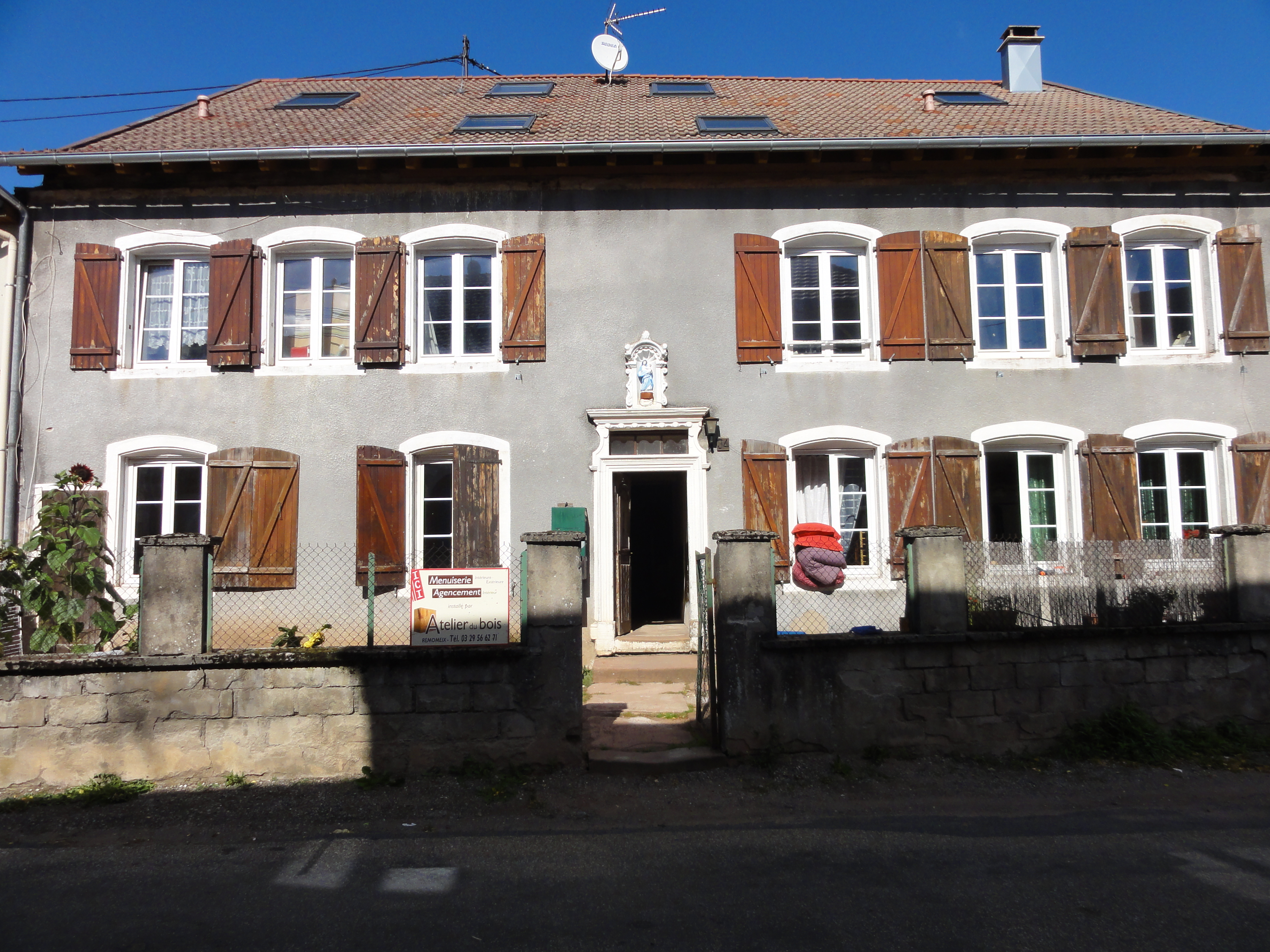
Ancienne ferme (XVIIIe), 34 Grand'Rue.
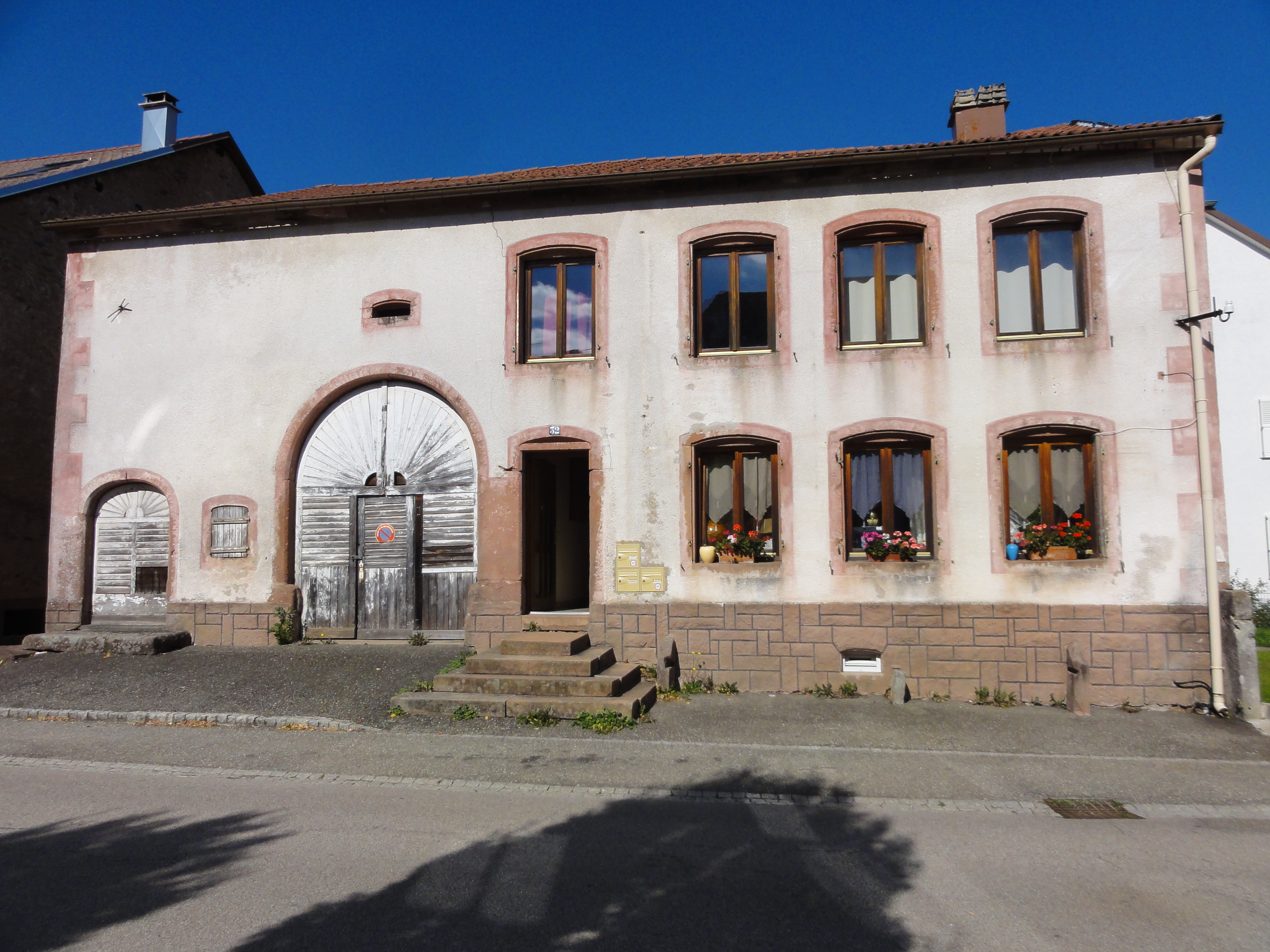
Ancienne ferme (1811), 32 Grand'Rue.
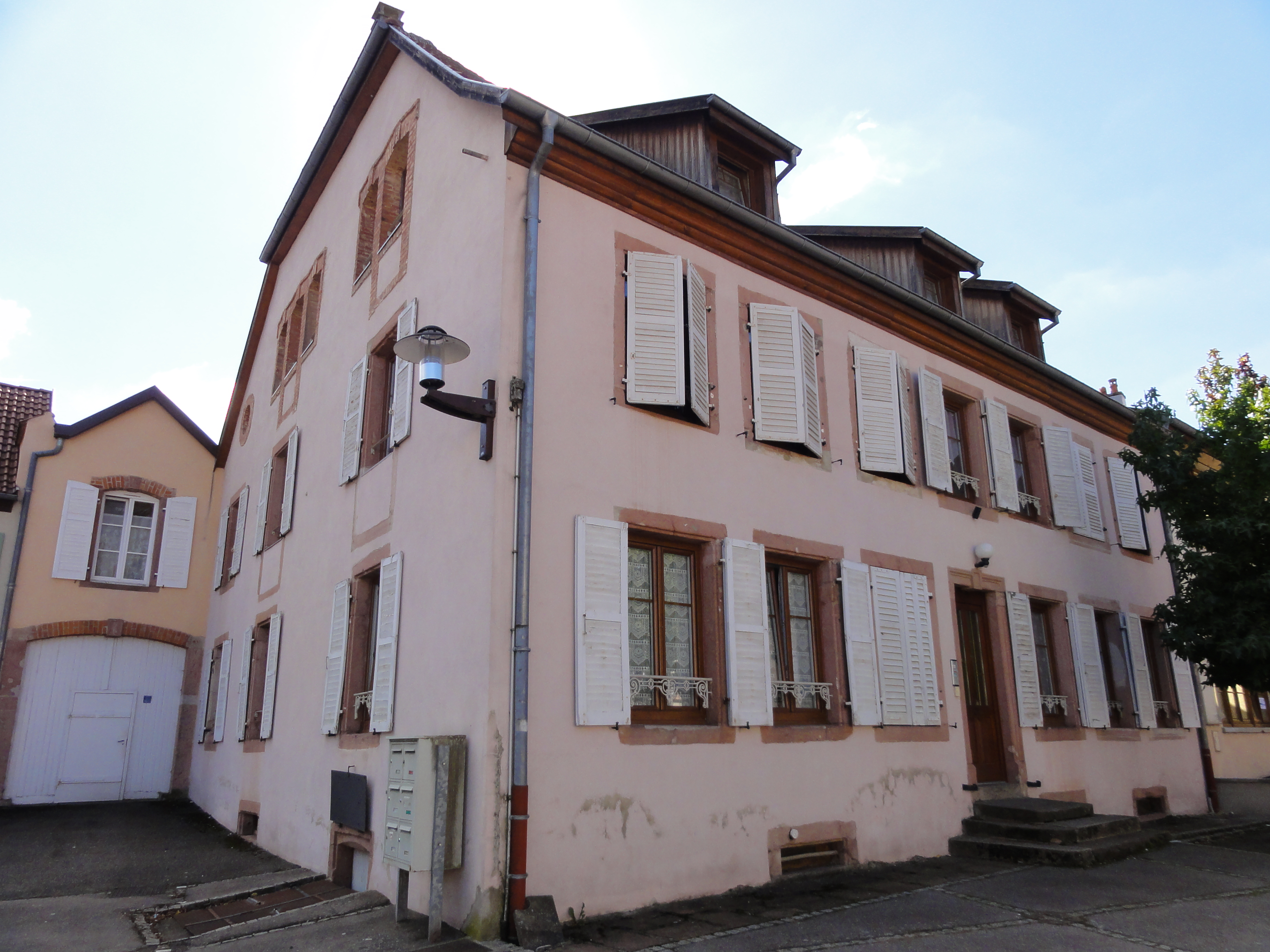
Maison, 45 Grand'Rue.
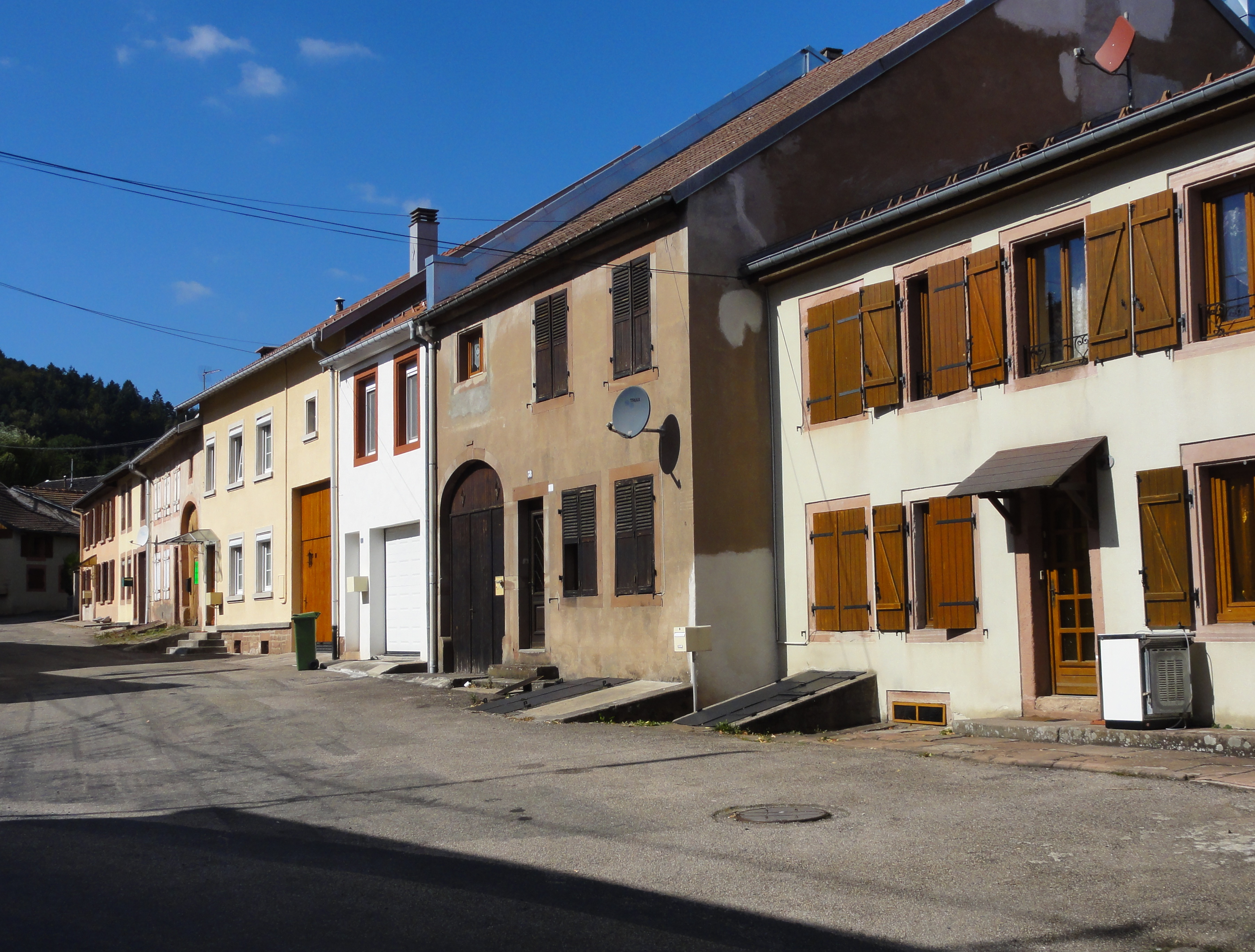
Rue de la Liberté.

### Personnalités liées à la commune
- Famille Crovisier : famille de négociants installés à Saâles, qui donna un maire à la fin des années 1840. Son parent J. Crovisier, professeur de mathématiques au Gymnasium de Colmar, écrivit en 1897 un essai historique et géographique sur Saâles, commune de ses aïeux.
- Gérard Hilpipre, compositeur de musique contemporain, réside à Saâles depuis 2003.

### Héraldique
| Blason de Saales | Blason  | D'or au sanglier de sable. |
| Blason de Saales | Détails | Jusqu'en 1945, le blason officiel est une étoile couleur or à cinq branches représentant un cristal de sel et se référant peut-être à l'armorial de Louis XIV. Ce blason est ensuite remplacé par un sanglier sur fond or. |